# Sechseläuten

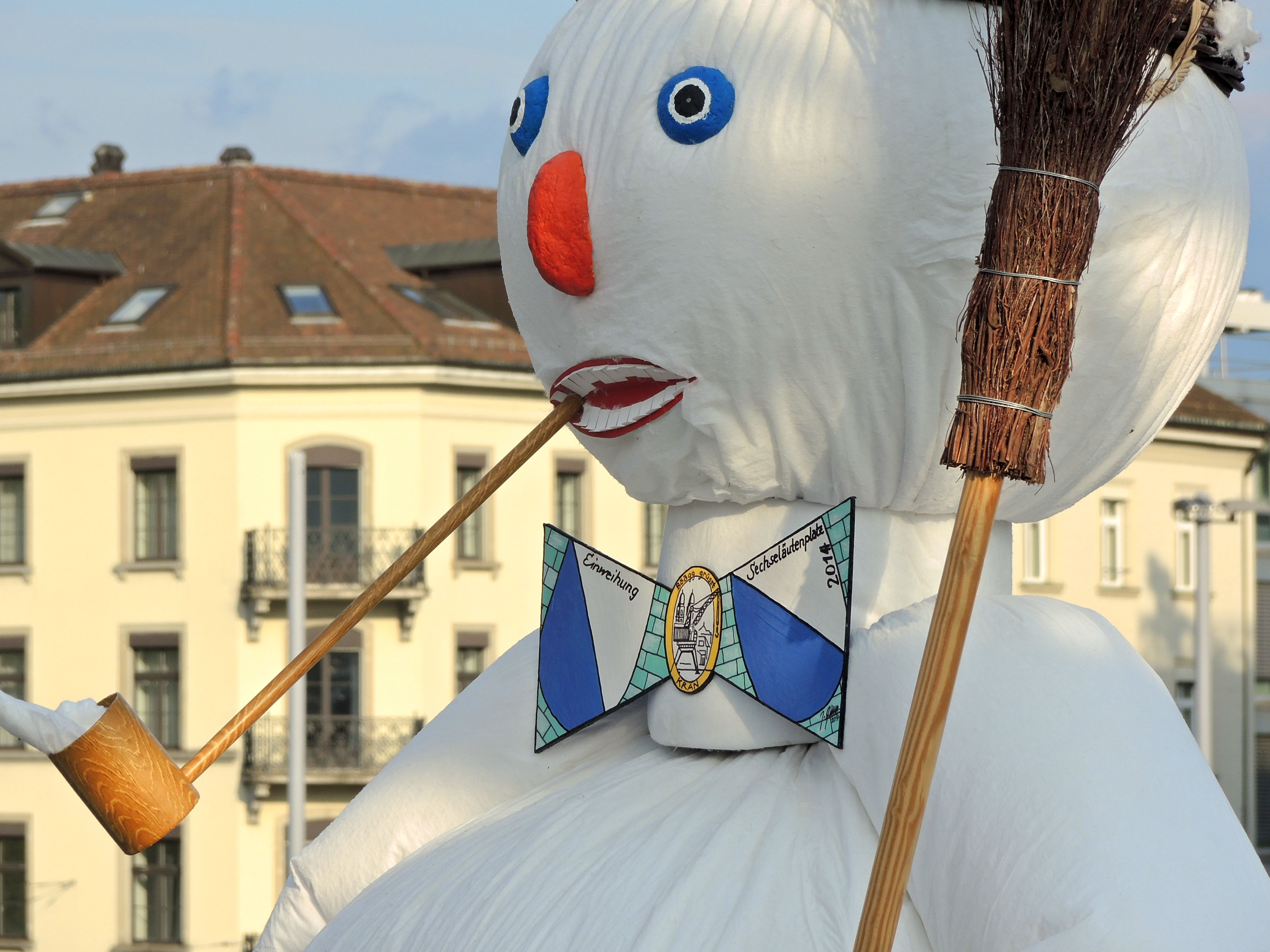
Kopf des Böögg, mit Feuerwerkskörpern gefüllt; die wichtigste Knallpetarde befindet sich im Hals, damit der Kopf perfekt abgetrennt wird. 2014

Sechseläuten (zürichdeutsch Sächsilüüte, von Sächsi lüüte «zur sechsten Stunde läuten») ist ein schweizweit bekanntes Zürcher Frühlingsfest. Laut Bundesamt für Kultur stellt das Sechseläuten den grössten und bekanntesten Schweizer Zunftanlass dar. Dieser findet in der Regel am dritten Montag des Monats April statt.
Im Zentrum stehen der Umzug der historisch kostümierten Zünfter durch die Innenstadt und der Feuerbrauch, das anschliessende Verbrennen des Böögg als «Sinnbild des Winters». «Er ist heute ein mit Knallkörpern gespickter Wattemann, der an die heidnischen Verbrennungen des Winters erinnert.»
Der Name des Fests vergegenwärtigt, dass die zweitgrösste Glocke des Grossmünsters im 16. St. Jahrhundert ab dem ersten Montag nach der Tagundnachtgleiche um sechs Uhr den im Sommerhalbjahr gültigen Feierabend verkündete. Im Winterhalbjahr war Arbeitsschluss abends um fünf Uhr.
Die inoffizielle Hymne des Anlasses ist der Sechseläutenmarsch.

## Festlichkeiten

### Zürcher Brauchtum

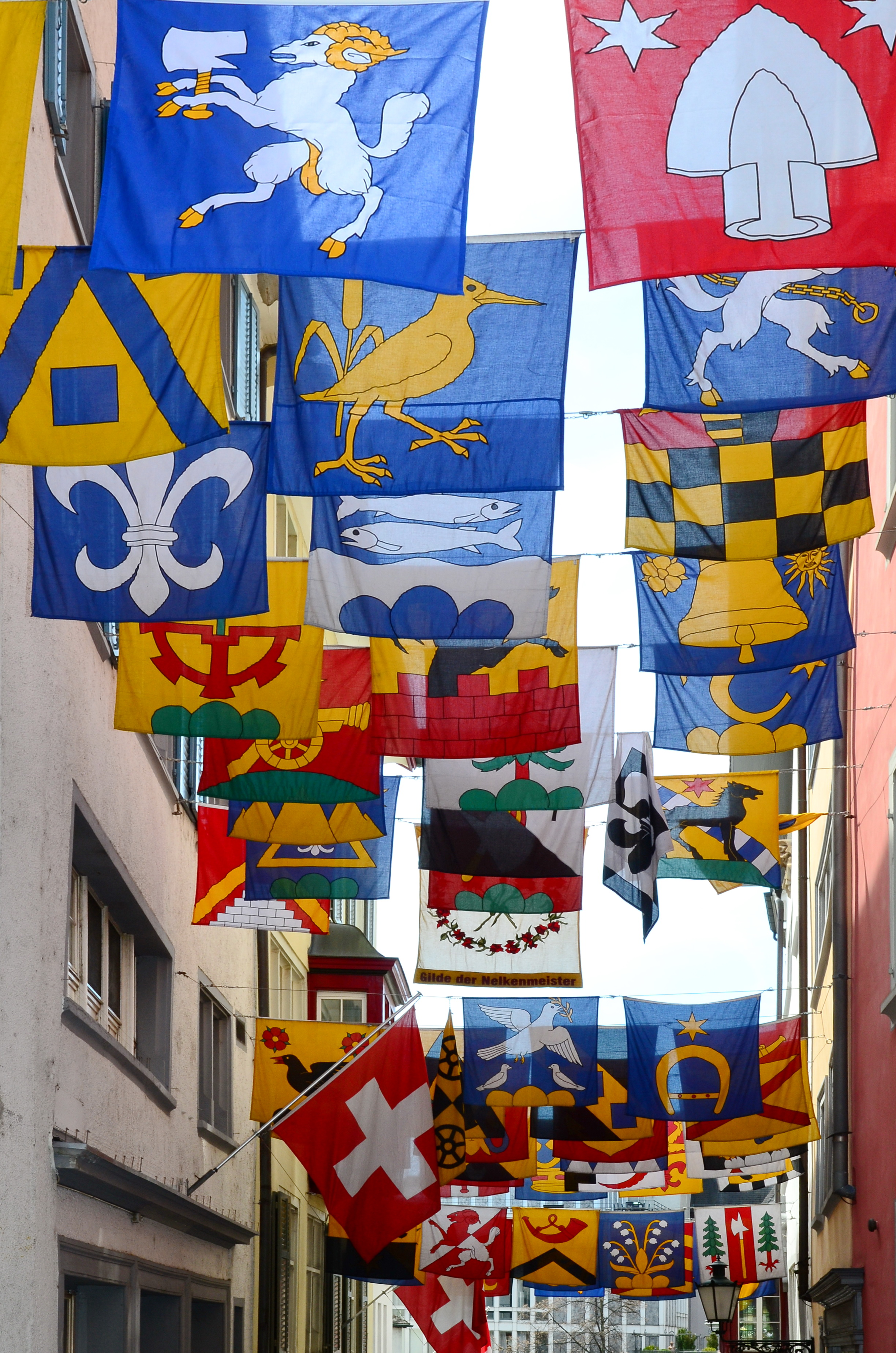
Der Münzplatz in der Altstadt von Zürich, festlich mit Fahnen geschmückt

Das Brauchtum gründet in einem Beschluss des Zürcher Rats vom 11. März 1525: Die Feierabendglocke, die während der Wintermonate um fünf Uhr zu hören war, sollte ab dem ersten Montag nach der Tagundnachtgleiche eine Stunde später, also um sechs Uhr angeschlagen werden. Dieses Läuten der Kirchenglocke um sechs Uhr abends wird am Zürcher Frühlingsfest Sechseläuten zelebriert.
Der Kinderumzug am Sonntagnachmittag, der Zug der Zünfte am Montagnachmittag mit dem Verbrennen des Böögg und der Auszug der Zünfte am Abend stellen die drei Hauptelemente der Festlichkeit dar. Davor und dazwischen finden die Mittags- und Abendmähler der Zünfter auf ihren Stuben statt.
Für die Durchführung der Umzüge wird die Innenstadt alljährlich vom öffentlichen und privaten Verkehr abgeriegelt. Die Strassen, Gassen, Plätze und Häuser der Altstadt von Zürich sind mit zahlreichen Fahnen der Zürcher Gemeinden und der Zünfte geschmückt.
Begleitet wird das Sechseläuten von einer «Chilbi» mit über die ganze Stadt verteilten Vergnügungsbahnen und Marktständen.

### Lokaler Feiertag
Das Sechseläuten ist ein lokaler Feiertag, indes kein gesetzlicher. Diese werden von den Kantonen und vom Bund festgelegt. Er gilt jedoch für Arbeitnehmer in der Stadt Zürich traditionell als halber oder auch ganzer arbeitsfreier Tag. Für Volksschüler der Stadt Zürich ist das Sechseläuten ein schulfreier Tag.

### Organisation

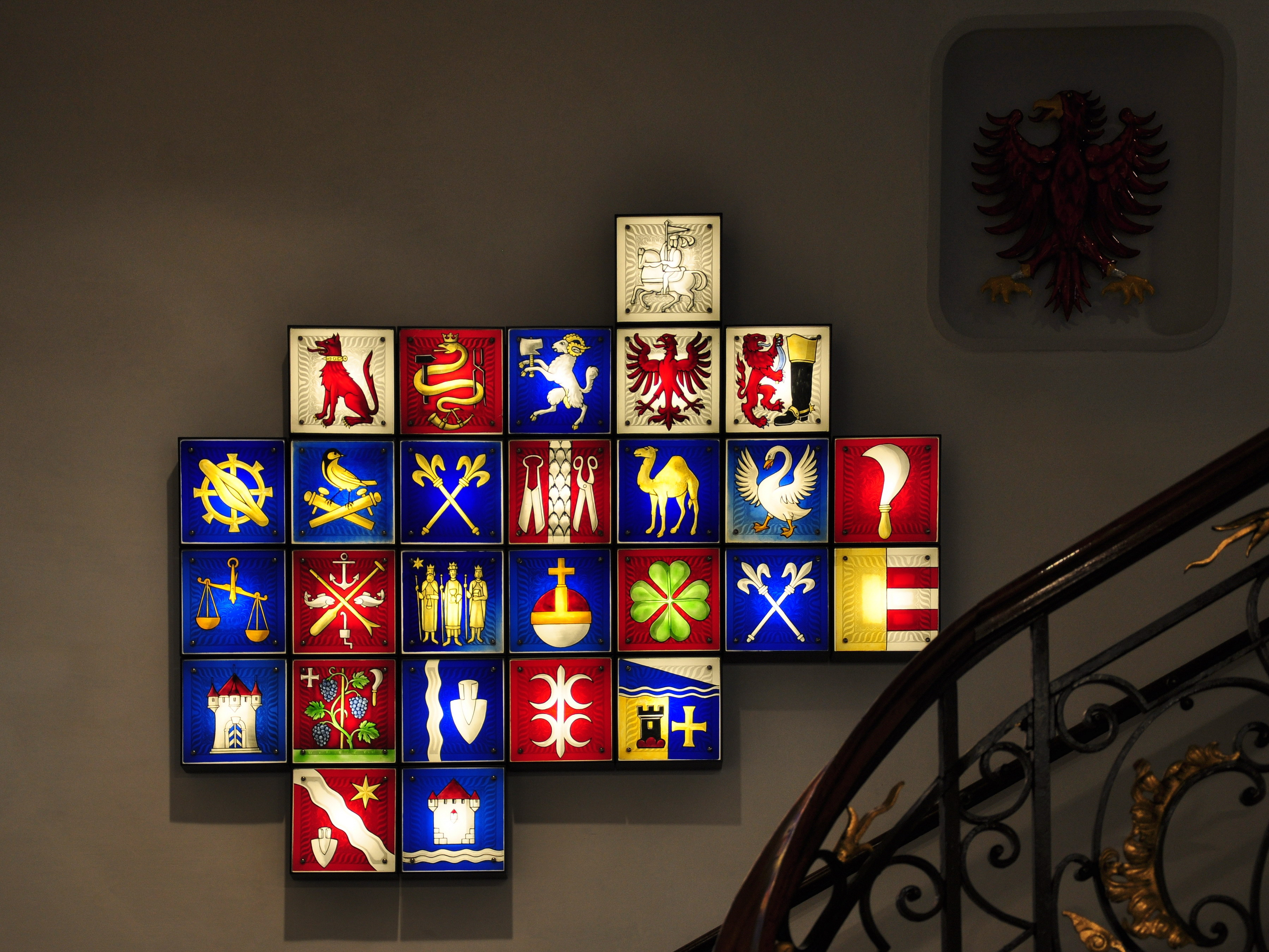
Die Wappen der Gesellschaft zur Constaffel und der 25 Zürcher Zünfte im Zunfthaus zur Zimmerleuten

Verantwortlich für die Durchführung des Sechseläuten ist das «Zentralkomitee der Zürcher Zünfte» (ZZZ). Diesem obersten Organ der Zunftmeisterversammlung gehören die Gesellschaft zur Constaffel und die 25 Zürcher Zünfte als Mitglieder an.

### Zug der Zünfte

#### Route durch die Innenstadt
Der Umzug beginnt beim Hauptbahnhof Zürich und geht entlang der Bahnhofstrasse bis zum Paradeplatz und dem Bürkliplatz, wo er wendet. In diesem unteren Teil der Bahnhofstrasse ist der Zug als Kontermarsch zu sehen, bis die Teilnehmer vorbei an der Sternwarte Urania über die Rudolf-Brun-Brücke in das Limmatquai einbiegen. Der Weg entlang der Limmat führt zum Zürcher Rathaus, zur Wasserkirche, zum Bellevue und endet beim Sechseläutenplatz.

#### Durchführung

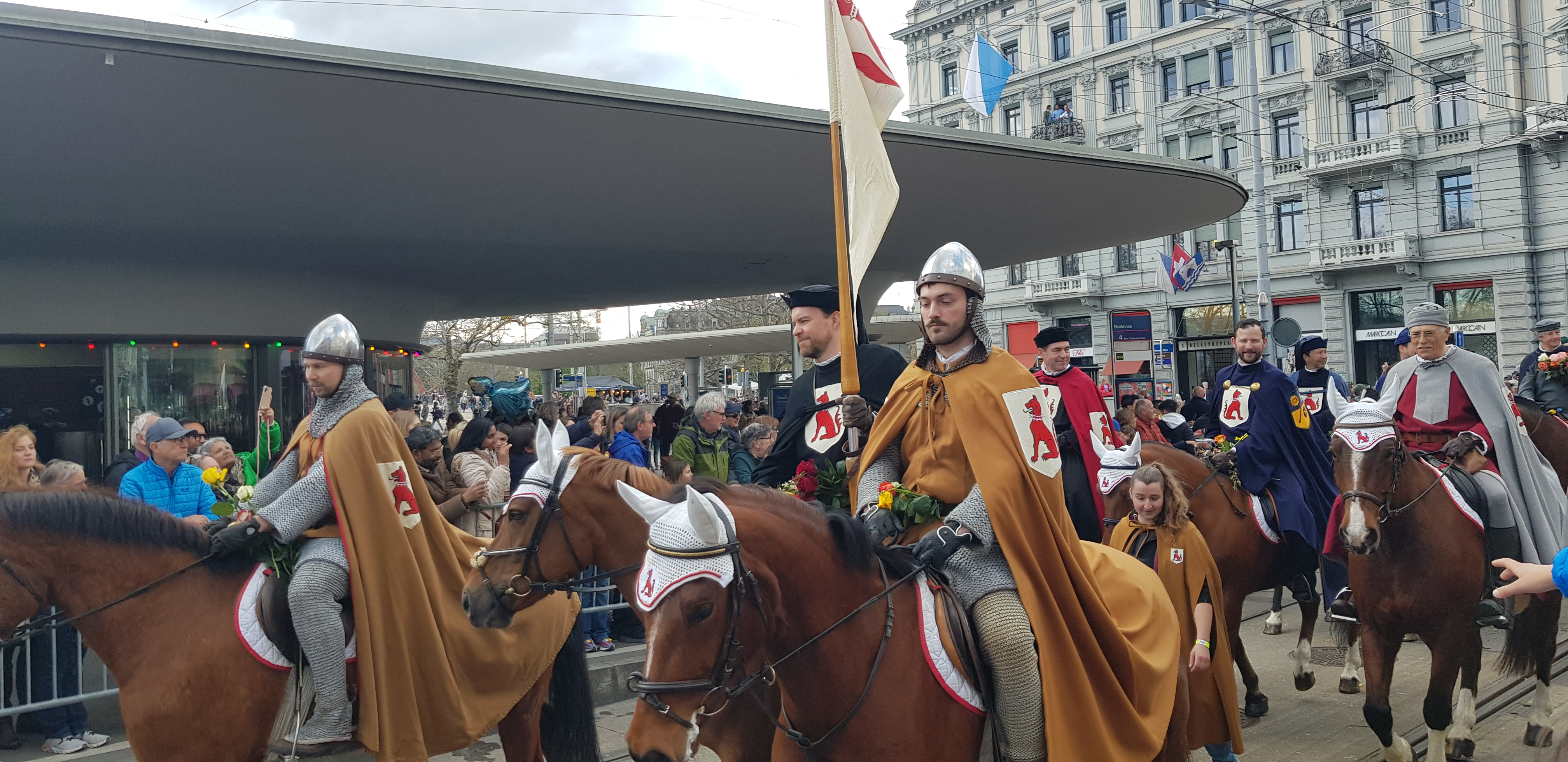
Gesellschaft zur Constaffel, auch das Ohrengarn, das die Pferde tragen, ist mit dem roten Rüden als Motiv des Emblems geschmückt.

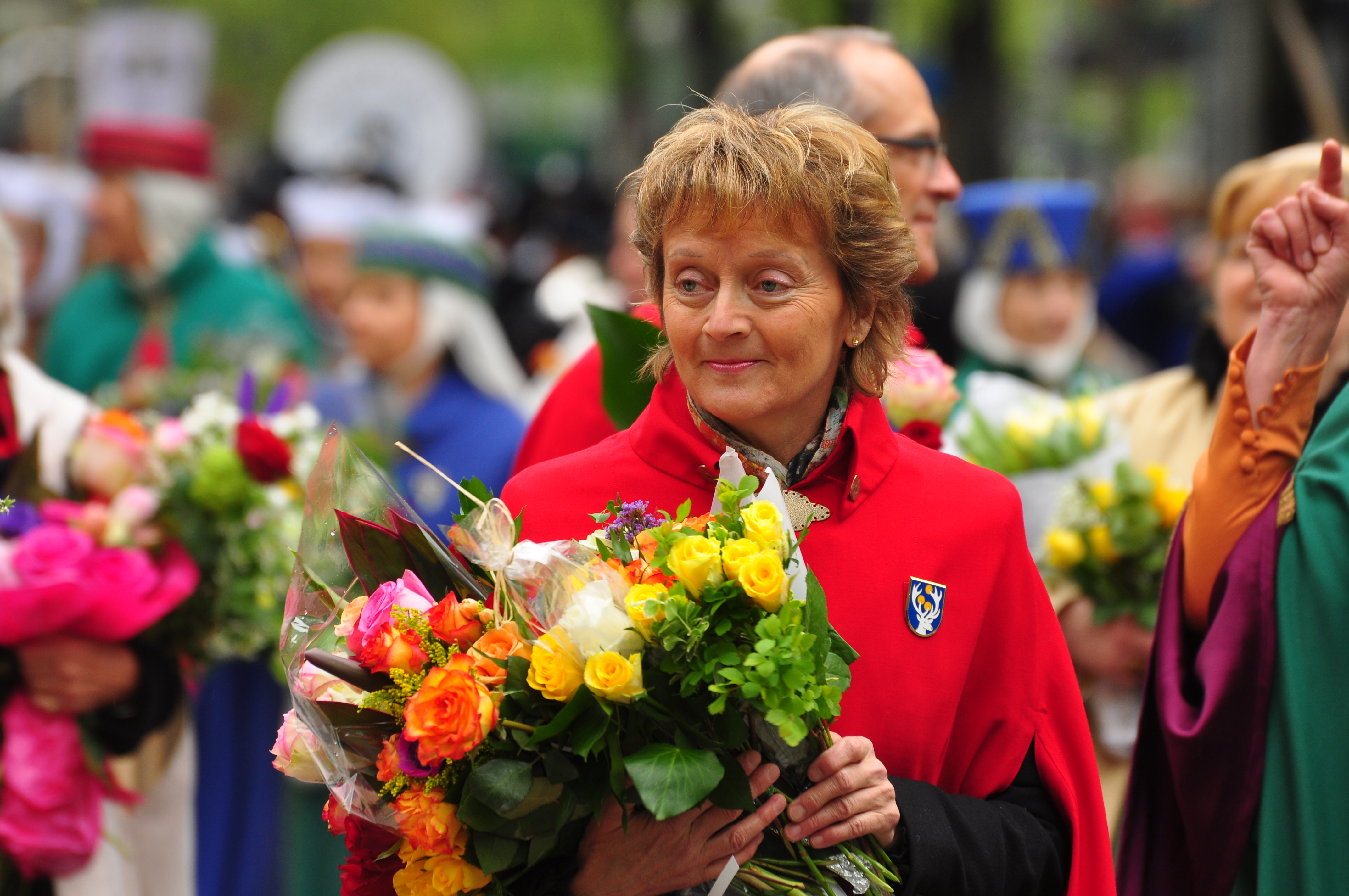
Bundespräsidentin Eveline Widmer-Schlumpf als Ehrengast 2012 des Umzugs der Gesellschaft zu Fraumünster, der noch in den Jahren 2009 und 2010 eine Stunde vor Beginn des Sechseläuten-Umzugs der Stadtzürcher Zünfte hatte stattfinden müssen

Die Zugsordnung wird jährlich bereits im November durch die Delegierten des «Zentralkomitee der Zürcher Zünfte» (ZZZ) ausgelost. Die Zünfte zum Weggen, zum Kämbel und Wiedikon stehen dabei aufgrund ihrer grossen Reitergruppen in einem definierten Rotationsmodus an erster respektive letzter Stelle im Zug.
Jeweils am Montagnachmittag um 15 Uhr startet der Zug der Gesellschaft zur Constaffel und der 25 Zürcher Zünfte. Rund 3500 Zünfter in ihren Kostümen, Trachten und Uniformen, ihre Ehrengäste aus Politik, Kultur oder Sport, über 350 Reiter, rund 50 ausschliesslich von Pferden gezogene Wagen und gegen 30 Musikkapellen ziehen entlang der vorgegebenen Route durch die Innenstadt.
Angeführt wird der Zug der Zünfte jeweils von der Stadtpolizei Zürich, dem ZZZ sowie den Bannern der Gemeinden und des Gastkantons. Zünfter und Ehrengäste werden von den Zuschauern mit Blumen beschenkt. Auch die Zuschauer erhalten von den Teilnehmern des Zugs teils kleine Geschenke wie Süssigkeiten und Gebäck.

#### Live-Übertragungen
Der Zug der Zürcher Zünfte und die Verbrennung des Böögg werden vom Schweizer Fernsehen live übertragen. Zudem werden Ehrengäste interviewt. Die Sendungen sind im Archiv von SRF abrufbar.

#### Kritikpunkte
Der Ausschluss der breiten Bevölkerung und vor allem auch der Frauen sind Kritikpunkte an die Zünfte.

#### Erkennungsmerkmale der Zünfte
Die Zugehörigkeit der Männer zur jeweiligen Zunft ist durch zahlreiche Merkmale erkennbar. Eindeutige Hinweise sind nicht nur die mitgetragenen Banner. Auch die Wappen und Embleme auf den Helmen, Hüten und Mützen, Brustschilder auf Oberkleidern und Wappenschilder an den Schabracken, den festlichen Satteldecken für die Pferde, verweisen auf die jeweilige Gilde. Sogar auf dem Ohrengarn, das die Tiere tragen und auf den Musiknotenblättern oder über die ausladenden Trichter der Sousaphone gespannt, werden die Wappenmotive der jeweiligen Zunft präsentiert. Allein die Kostümierungen, deren Form und Farbe erlauben bereits aus der Distanz eine Einordnung.

Sechseläutenumzug durch die Innenstadt von Zürich
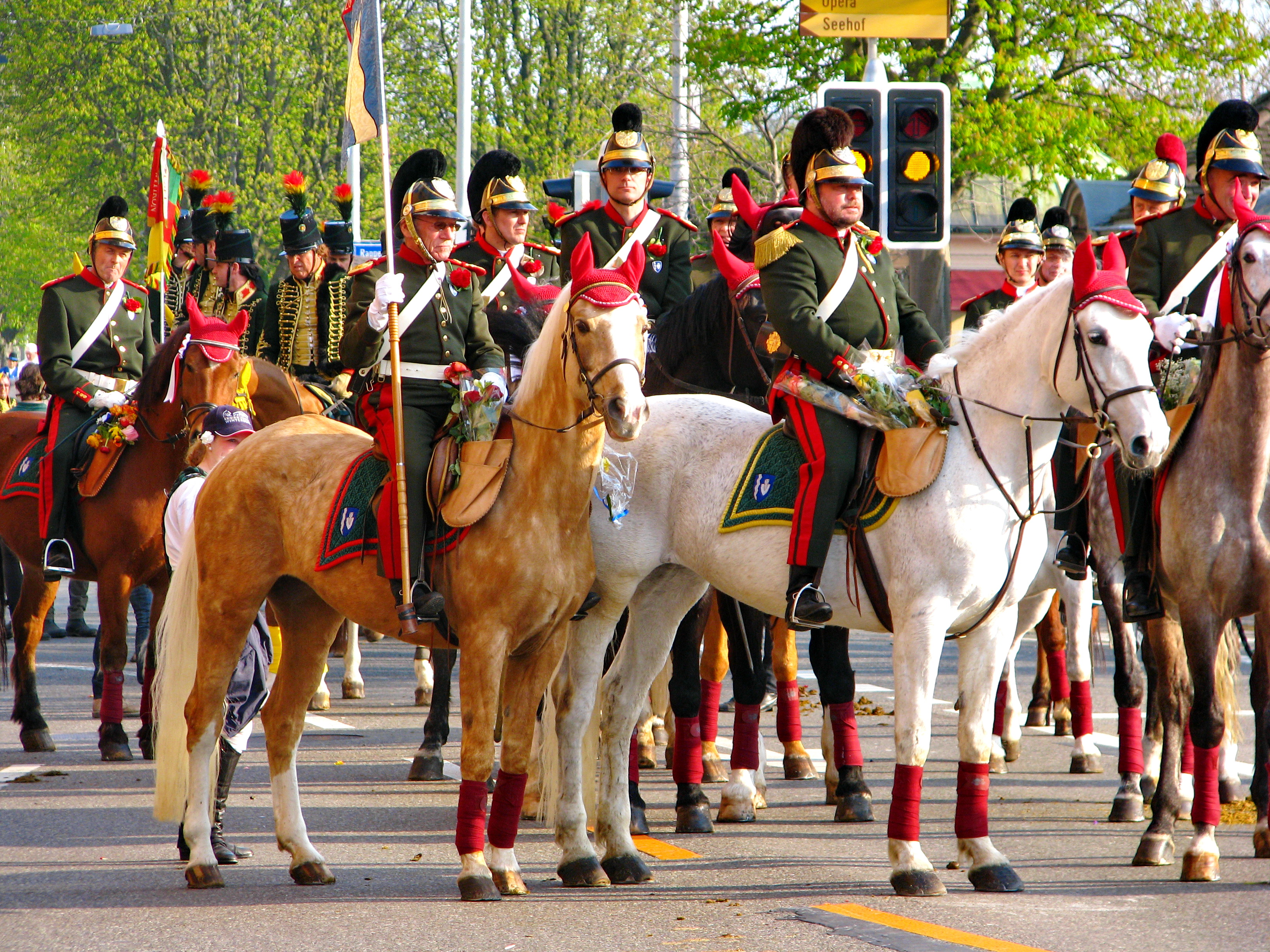
Reiter der Zunft Schwamendingen in Uniformen der Zürcher Dragoner von 1837, Brustschild und Schabracke mit Wappen der Zunft
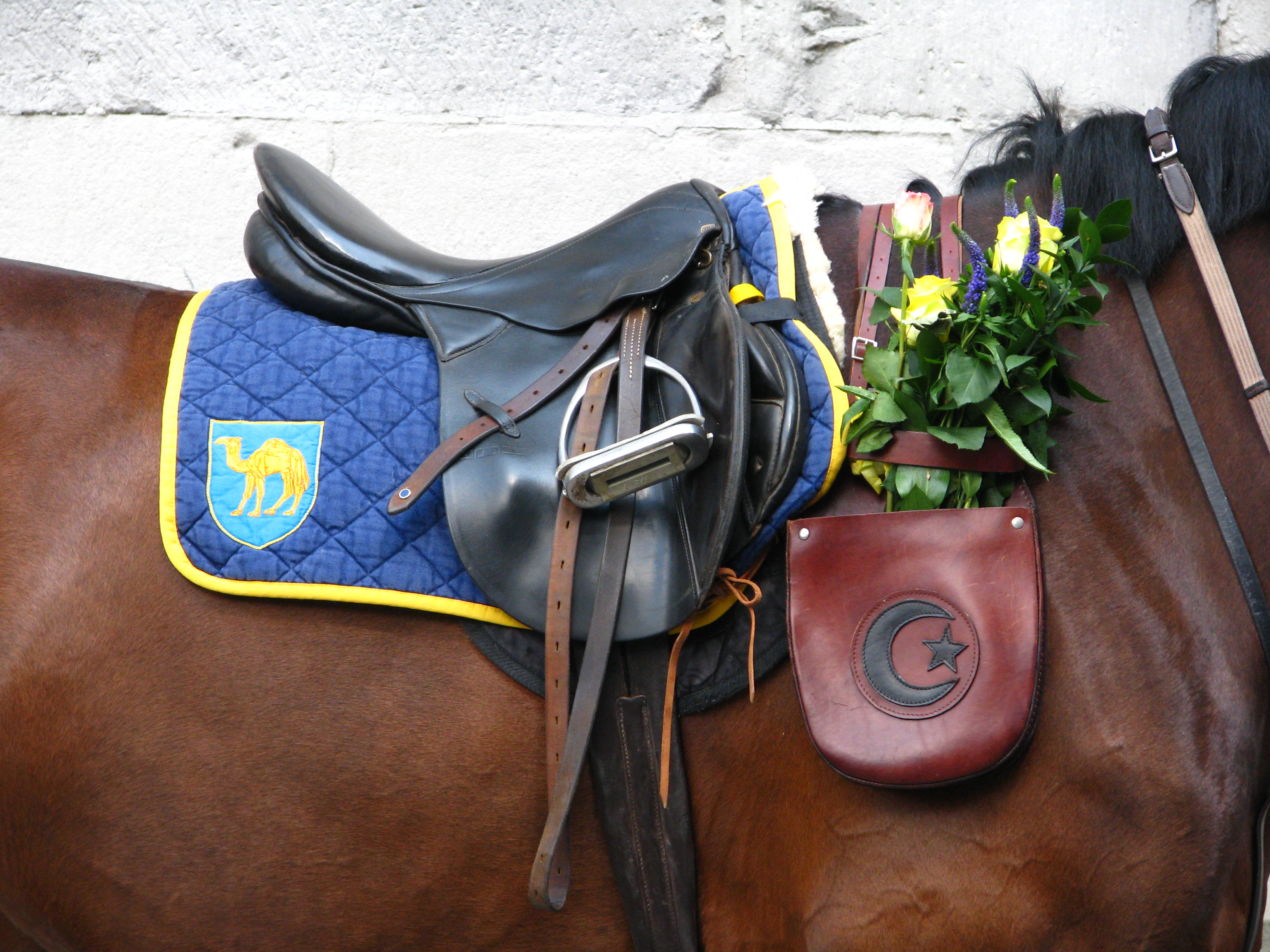
Schabracke mit Wappen der Zunft zum Kämbel geschmückt
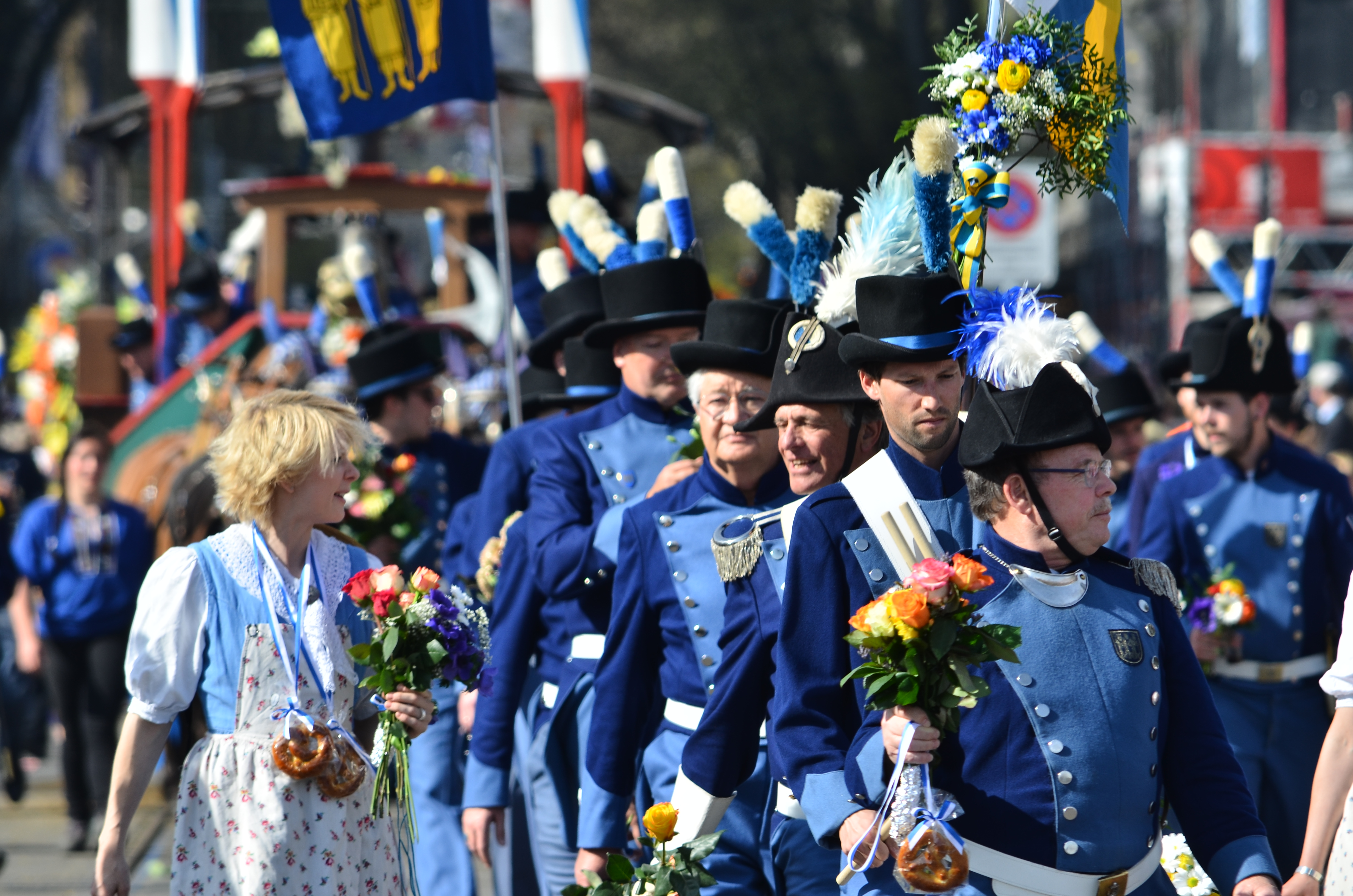
Zünfter der Zunft zu den Drei Königen mit Wappenbildern auf der Brust, begleitet von einem Blumenmädchen

Auch die Wagen sind entsprechend den Farben und Motiven der Wappen der Zünfte geschmückt. Teilweise kann der dreidimensionalen Darstellung des Wappenmotivs entnommen werden, welche Handwerker der Zunft zugeordnet sind, beispielsweise Weber, Kleinhändler, Schiffleute, Schneider.

Von Pferden gezogene Wagen der Zünfte
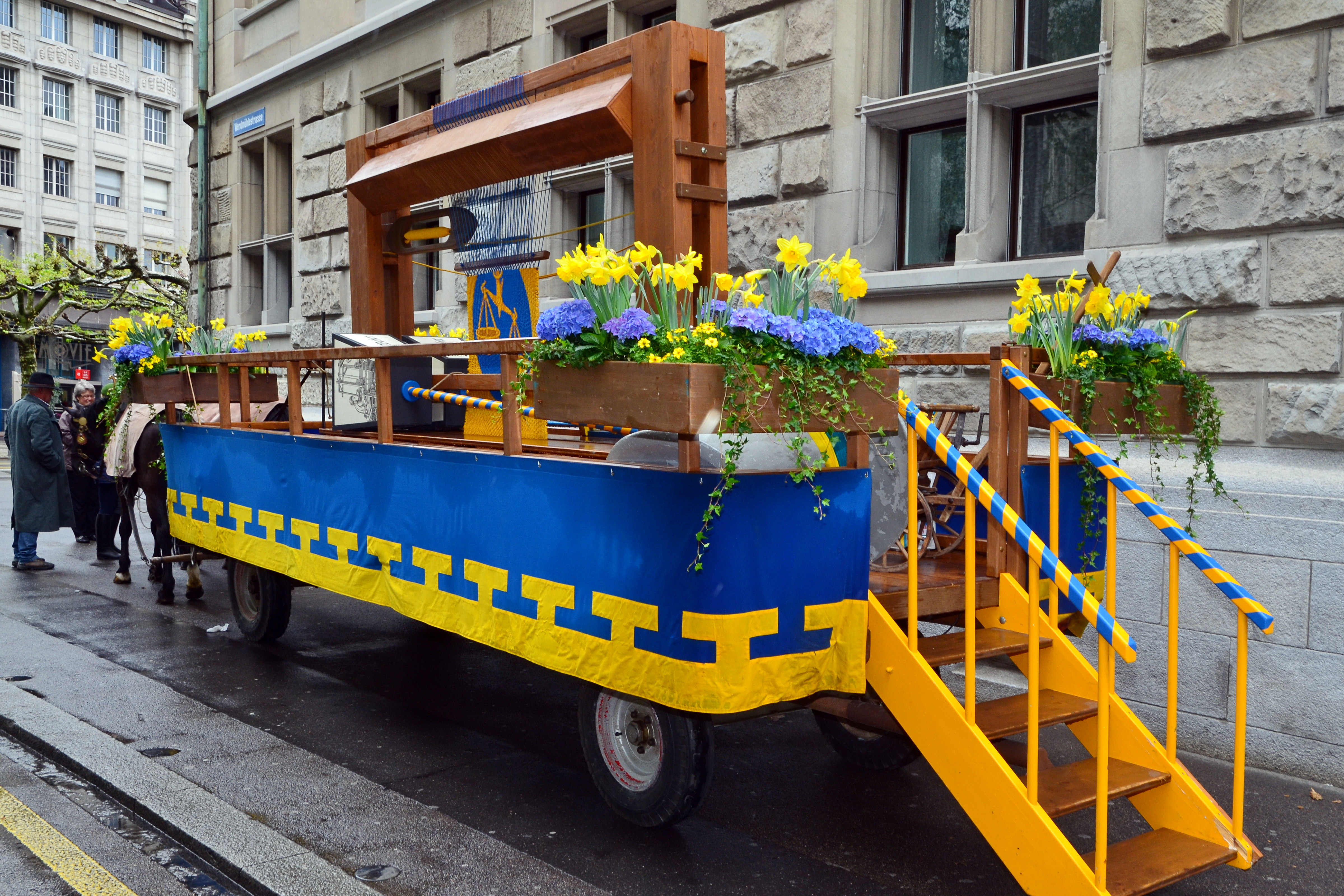
Zunft zur Waag, bereit für den Umzug, der grosse Webrahmen der Woll- und Leinenweber-Zunft zeigt die Entstehung des Wappens mit der Waage als Motiv.
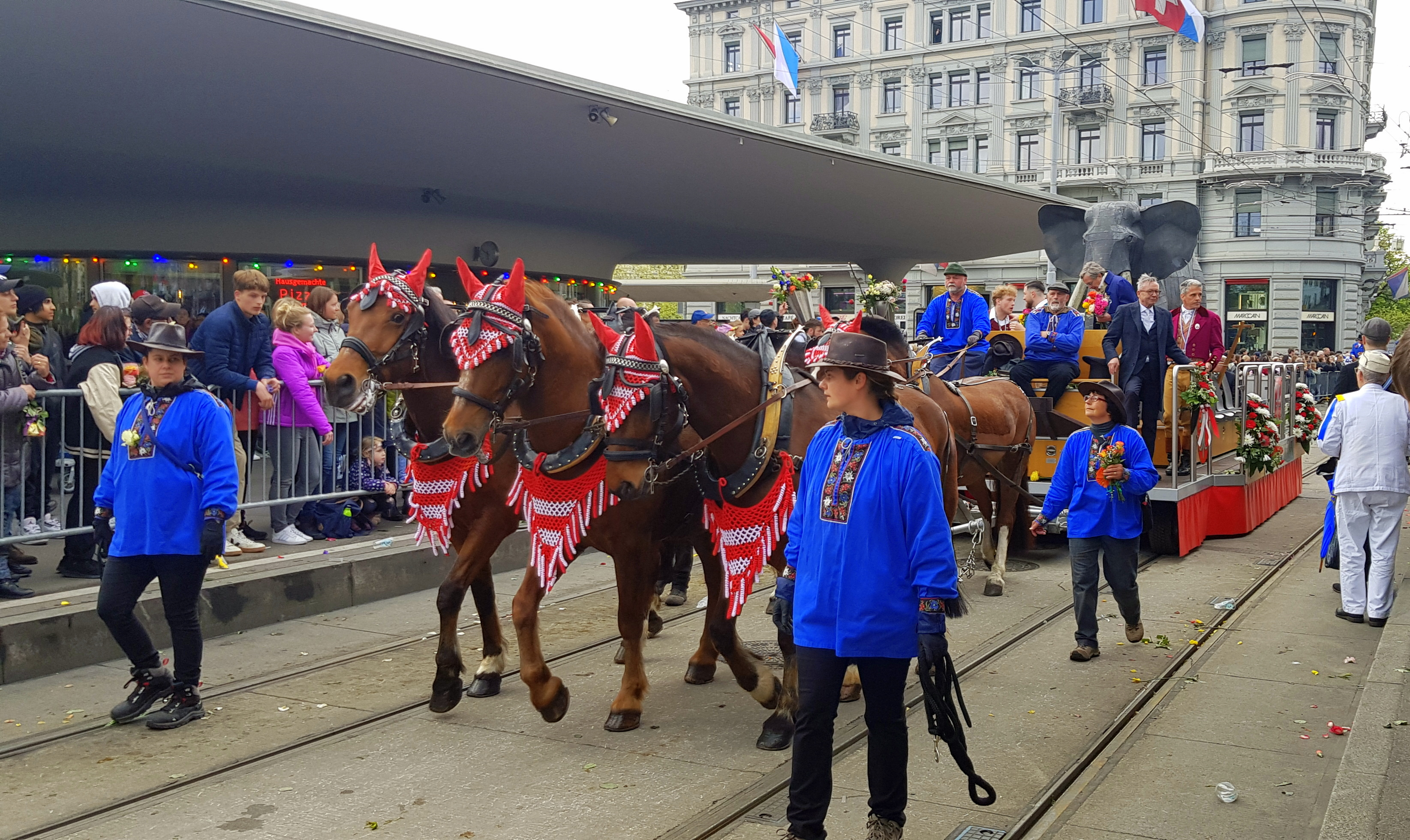
Zunft Witikon am Bellevue mit Elefanten als Symbol des Elefantenbachs im Quartier, Ohrengarn und Brusthalsband der Pferde in Rot und Weiss, den Farben des Wappens
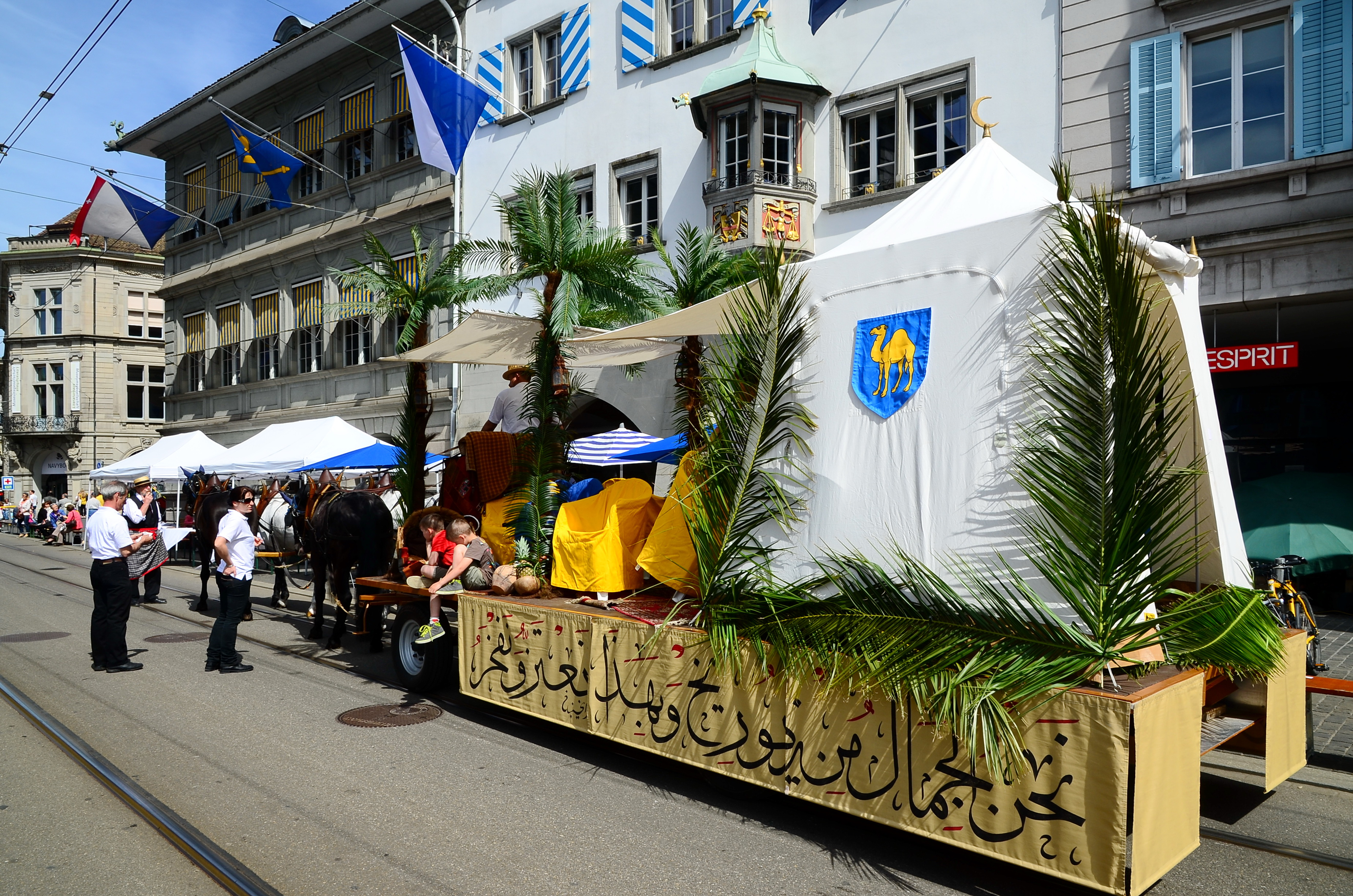
Zunft zum Kämbel mit Beduinenzelt, vor dem Zunfthaus «zur Haue» am Limmatquai

Das gleiche Prinzip gilt für die Musikkorps: Kostüme, Wappen und Banner sind farblich und entsprechend der Zugehörigkeit ausgestaltet.

Musikkapellen
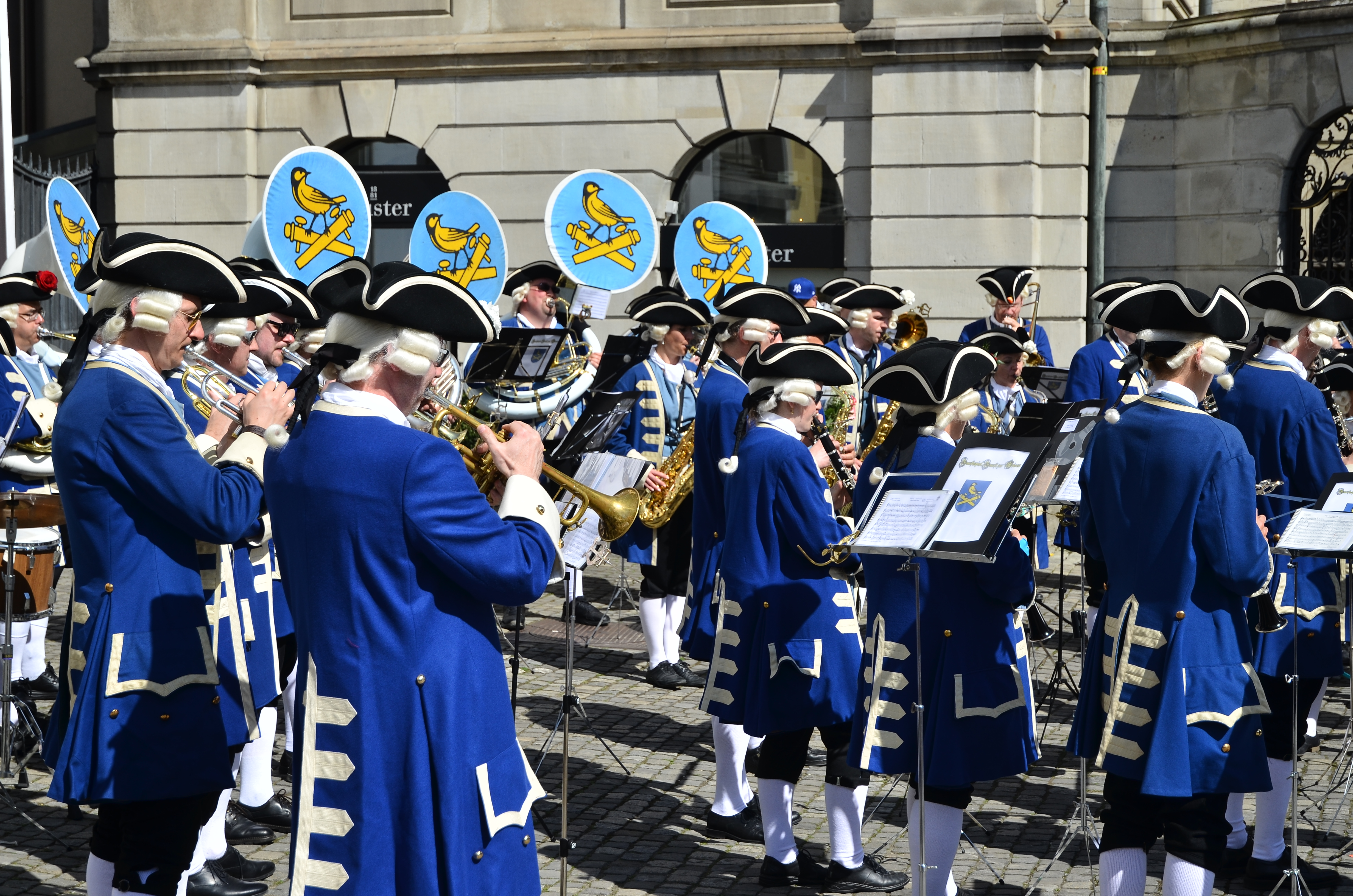
Konzert der Zunft zur Meisen beim Münsterhof, das Wappenmotiv mit der Meise ist auch über die ausladenden Trichter der Sousaphone gespannt.
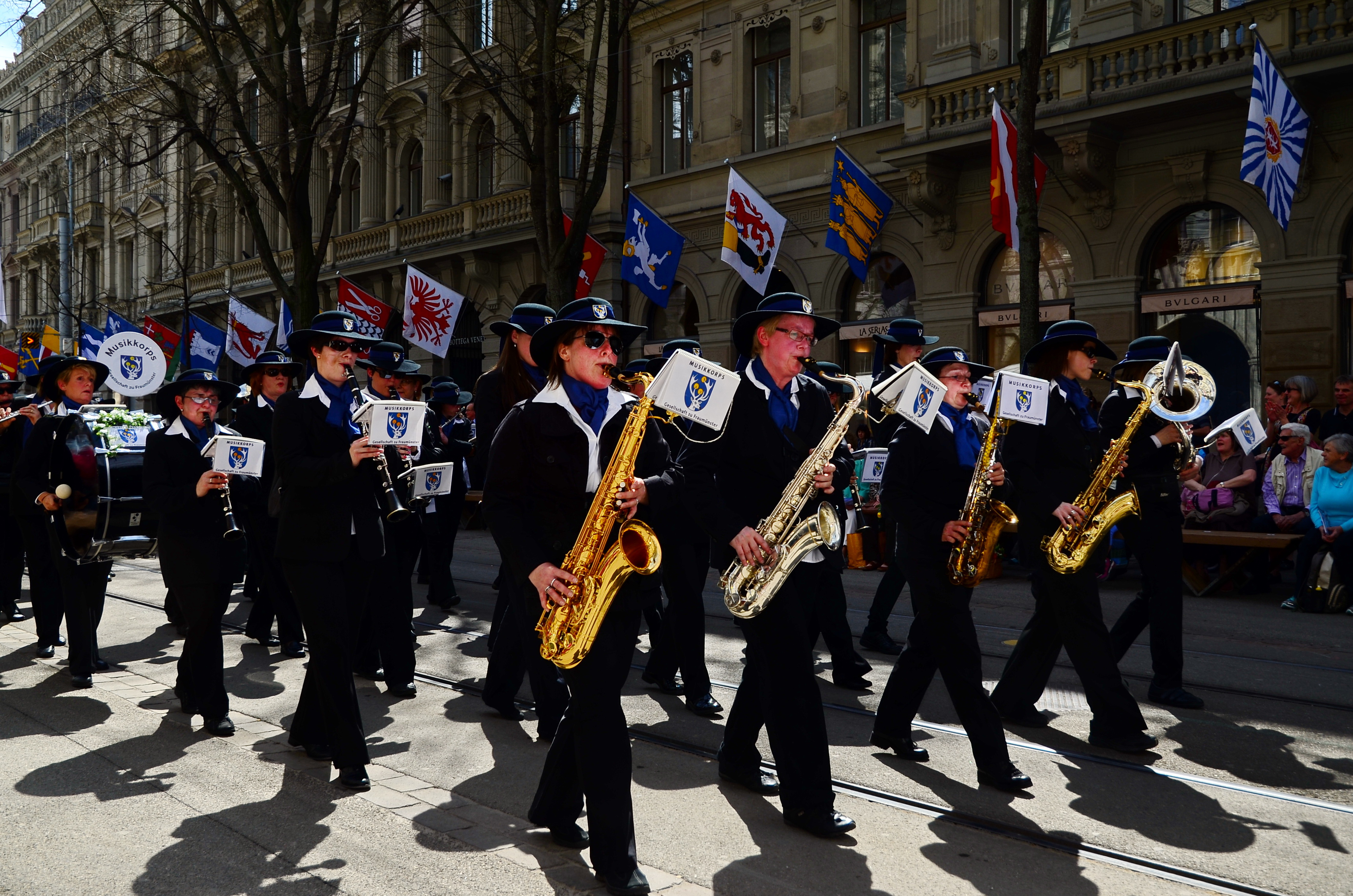
Musikkorps der Gesellschaft zu Fraumünster an der Bahnhofstrasse, das Hirschbanner ist auf Musikblättern und Hüten zu sehen.
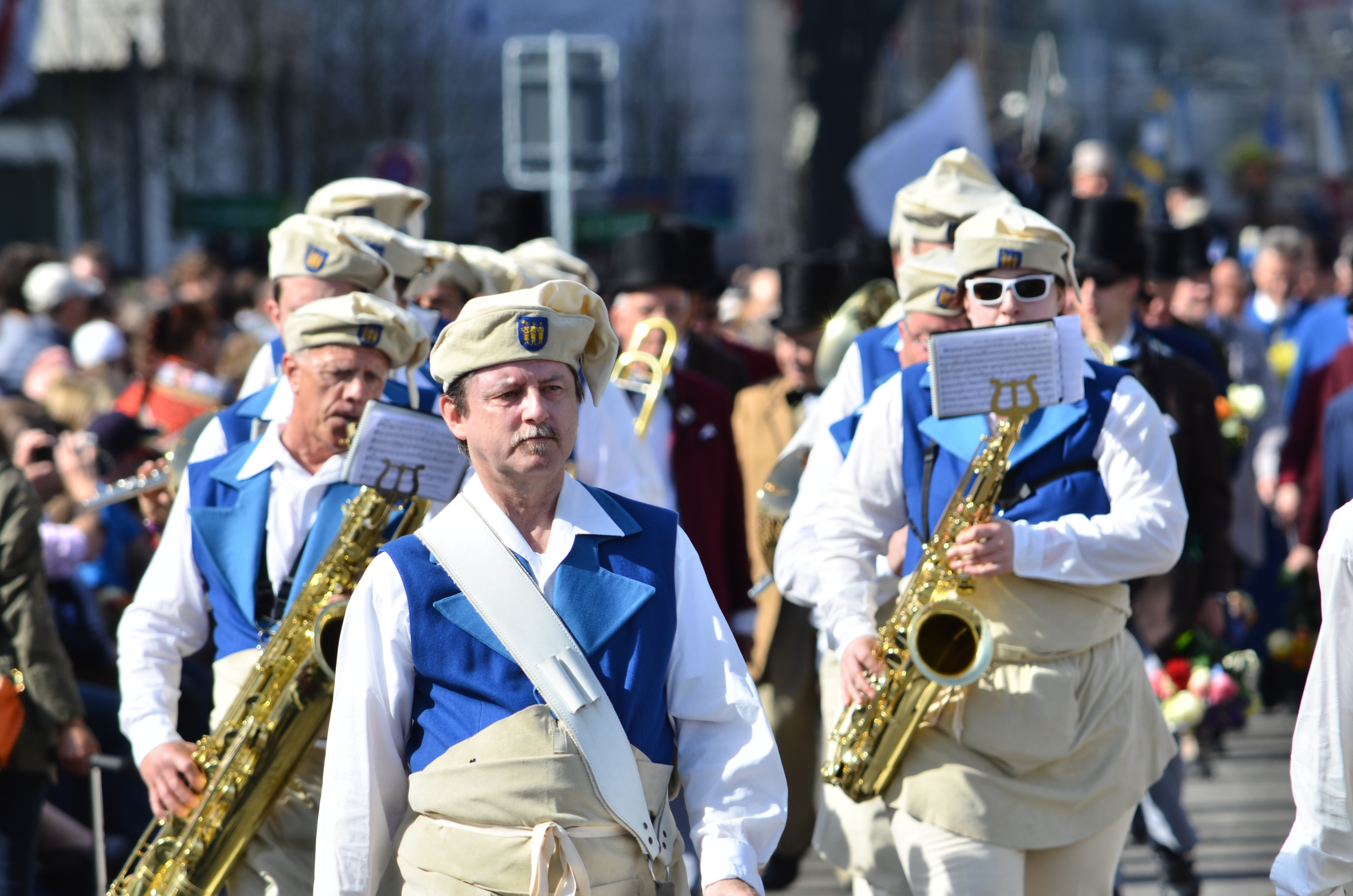
Zunft zu den Drei Königen mit Wappen auf den Mützen

### Böögg

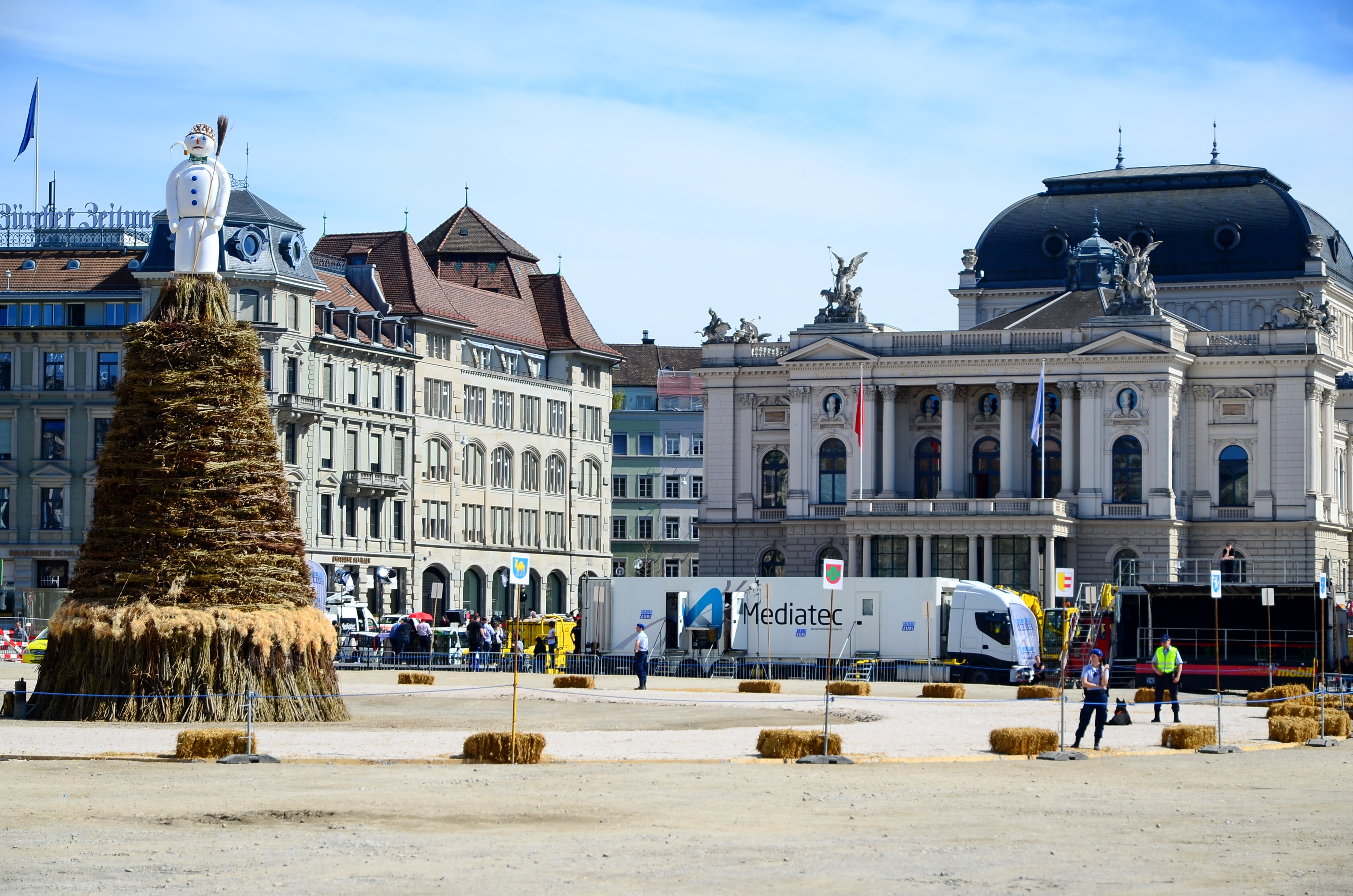
Der Böögg auf dem Sechseläutenplatz, im Hintergrund links das Haupthaus der NZZ-Gruppe, rechts das Opernhaus Zürich, 2013

Der Böögg ist ein mit Holzwolle gestopfter überlebensgrosser Schneemann, dessen Kopf und Rumpf mit Knallkörpern gefüllt sind und der auf einem grossen Scheiterhaufen verbrannt wird.

#### Standort
Seit 1902 wird die Schneemann-Figur in der Mitte des Sechseläutenplatzes verbrannt. Bis zum Jahr 1948 hiess dieser noch Tonhalleplatz, und die grosse Freifläche am Bellevue vor dem Opernhaus war eine Wiese.
Nach dem Umbau des Sechseläutenplatzes und der Verlegung der Parkplätze vor dem Opernhaus in eine unterirdische Parkanlage wurde die Freifläche als Steinplatz ausgestaltet. Für die traditionellen Anlässe, die seit vielen Jahrzehnten alljährlich auf dem Sechseläutenplatz stattfinden, mussten die Planer spezielle Lösungen entwickeln. So wird, um die Gelenke der Pferde zu schonen, für Sechseläuten rund um die Verbrennungsstätte ein Substrat aufgebracht.

Verbrennung des Böögg im 20. Jahrhundert
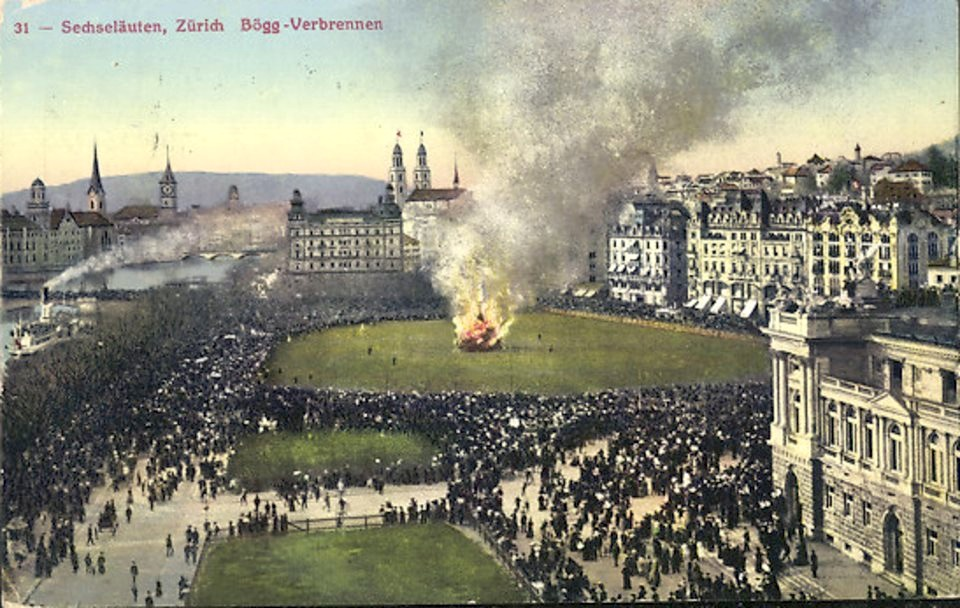
Sechseläuten auf der damals noch Tonhalleplatz benannten Freiwiese, Ansichtskarte von circa 1902
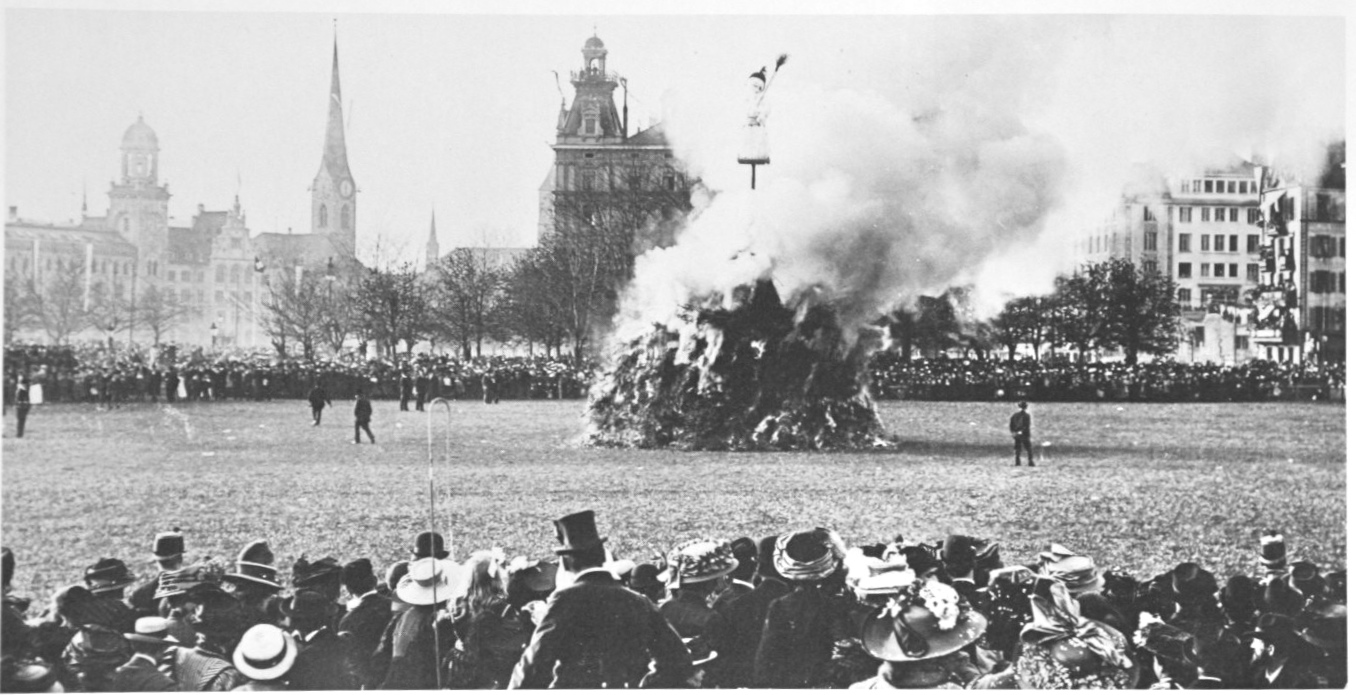
Umritt 1910
Sechseläuten aus der Luftperspektive, Foto: Werner Friedli, 16. April 1951

#### Bööggbauer, Masse, Material und Aufbau

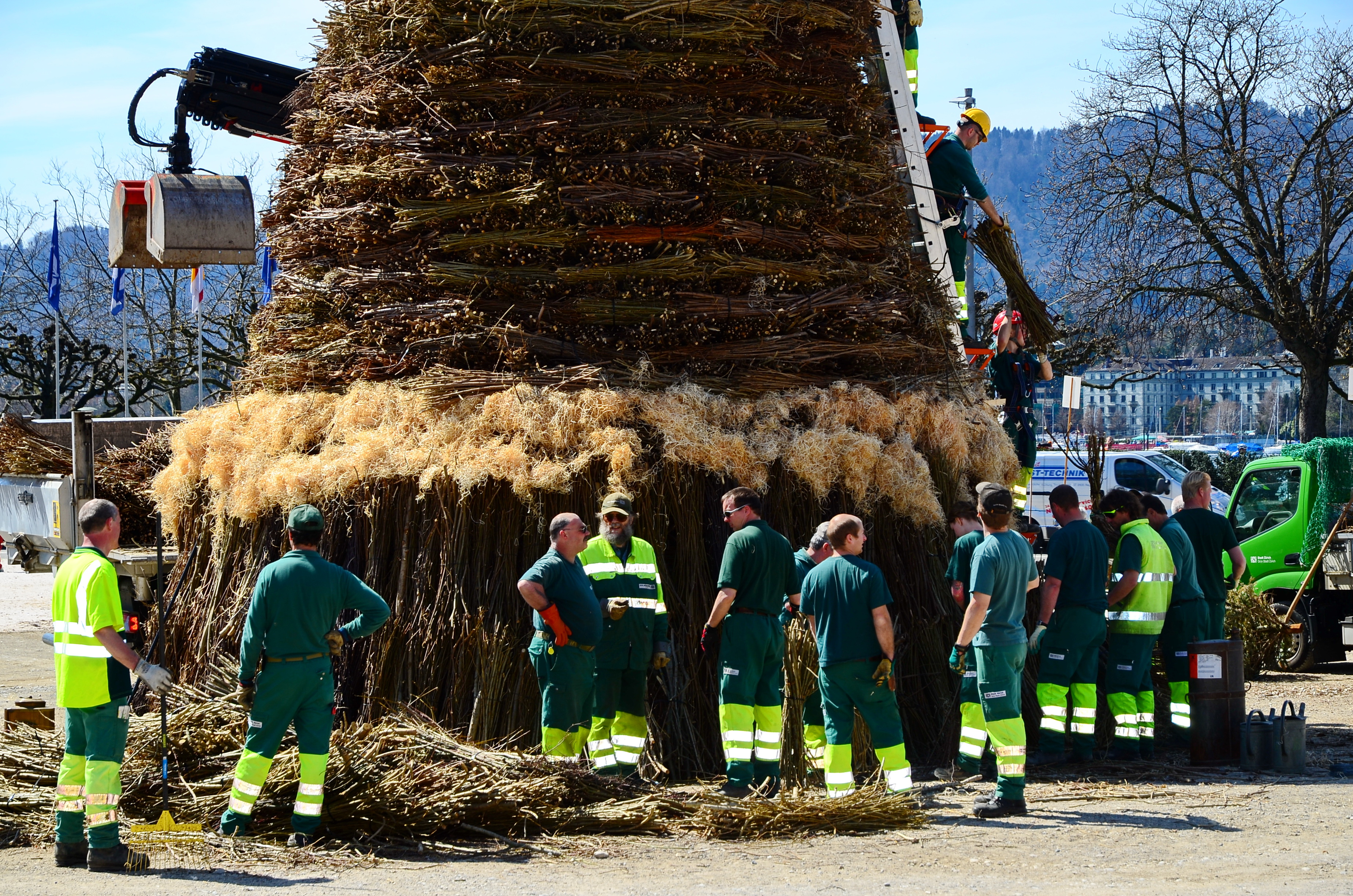
Vorbereitungen des Scheiterhaufens durch Grün Stadt Zürich

Der gelernter Pyrodesigner 3D Lukas Meier ist Nachfolger von Heinz Wahrenberger. Seine Lehrzeit dauerte sieben Jahre. Bei sieben Böögg-«Geburten» mit Wahrenberger war er dabei. Dieser hatte den Böögg 50-mal gebaut, sein Vorgänger 44-mal. Laut Wahrenberger arbeitete er an einem Böögg rund 50 Stunden. Die aktuelle Version des Schneemanns ist 3,4 Meter hoch, mit einer Grösse des Kopfs von etwa 80 bis 100 Zentimeter Durchmesser, einem Umfang von 1 Meter 80, einem Gewicht von 80 bis 100 Kilogramm und mit etwa 100 Knallkörpern und Böllern gefüllt. Er ist aus weissem Jutestoff, Holzwolle und Karton hergestellt und steht auf einem Scheiterhaufen, bestehend aus einem 10 Meter hohen Holzstoss und rund 4’500 Bürdeli, Holzbündel, grösstenteils aus Holz von Zürcher Allee-Bäumen. Den Aufbau der Verbrennungsstelle des Böögg übernimmt der seit 2016 verantwortliche Bööggbauer Lukas Meier gemeinsam mit Mitarbeitern von Grün Stadt Zürich, welche das Anfeuerholz liefern und aufstellen.

#### Verbrennungsritual
Das Verbrennen des Böögg, der den kalten Winter symbolisiert, stellt ein Freudenfeuer dar. Der Scheiterhaufen wird Punkt 18 Uhr, am sechsten Schlag der Glocke Kirche St. Peter, entzündet, auch wenn noch nicht alle Zünfte am Festplatz eingetroffen sind. Die Reitergruppen der Zünfte umkreisen in der Umzugsreihenfolge drei Mal das Feuer. Erste, leisere Knaller sind bereits zu hören, wenn die kleinen Feuerwerkskörper auf der Unterseite des Podests entzündet werden. Je schneller der Böögg seinen Kopf durch Explosion verliert, desto schöner soll anschliessend der Sommer werden. Nicht immer klappt das, wie von den Pyrotechnikern geplant, reibungslos (siehe unter Unfälle und Zwischenfälle)

Der Böögg als Symbol des Winters
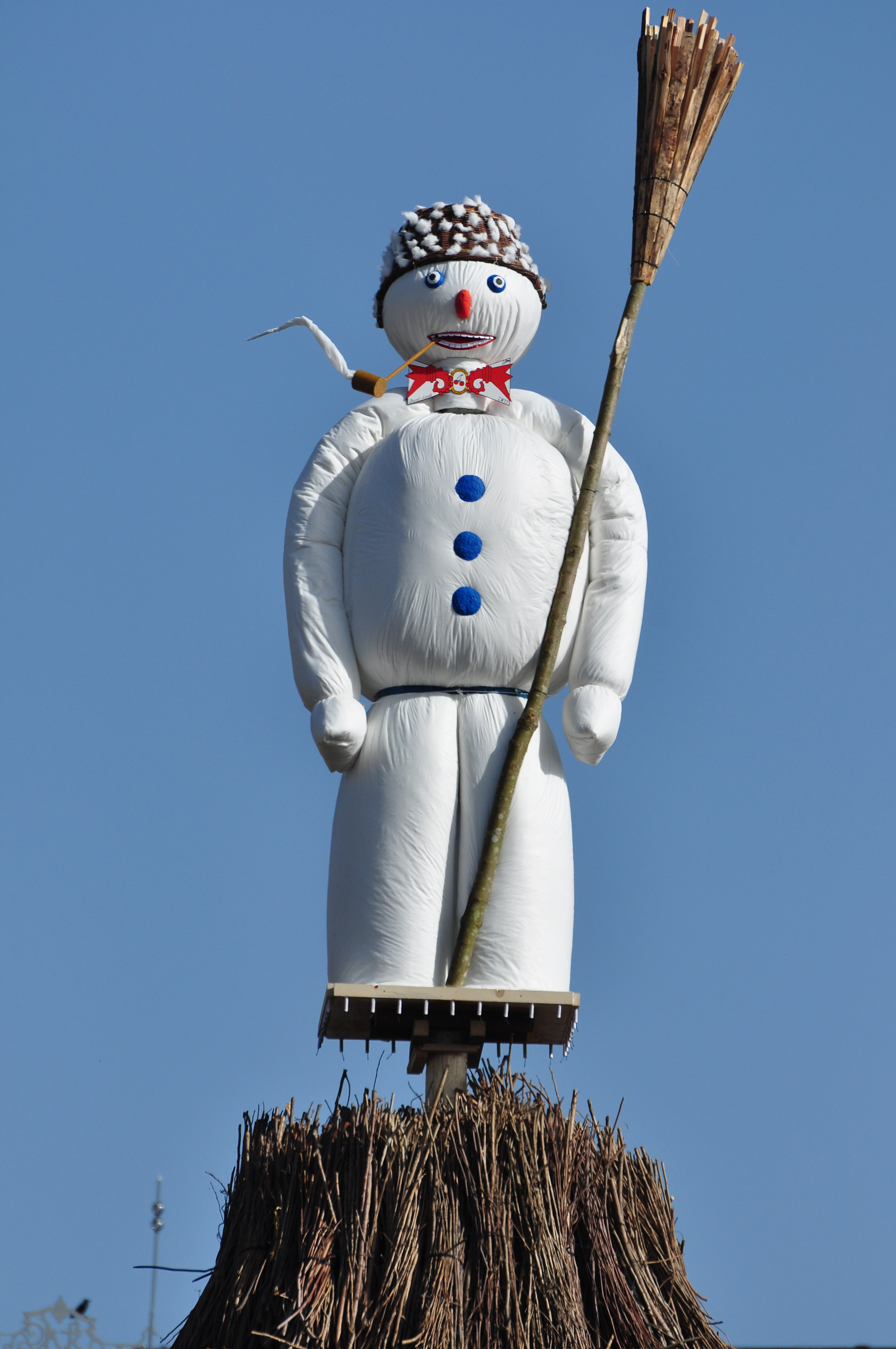
Der Scheiterhaufen wird um 18 Uhr angezündet
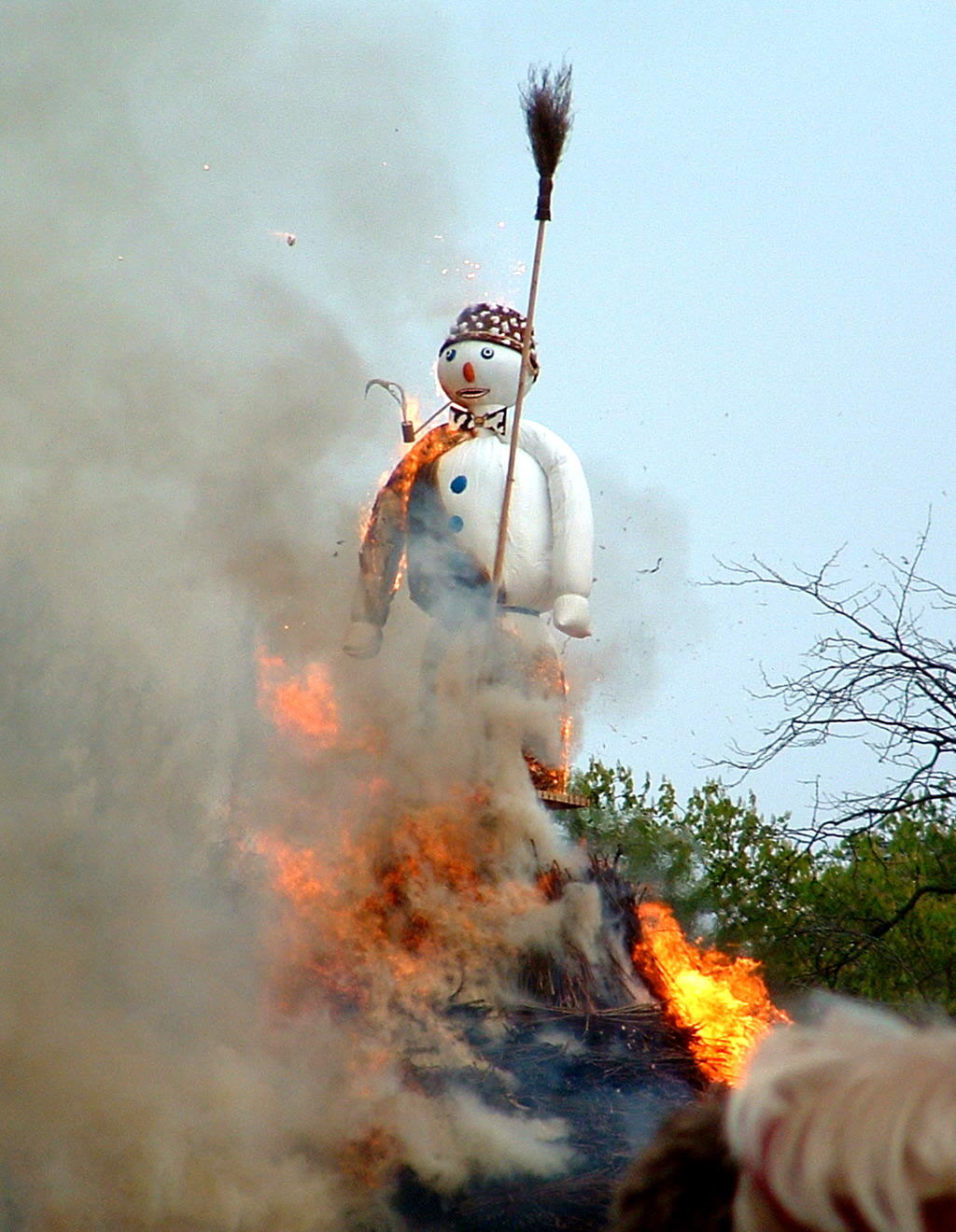
… und brennt bald lichterloh.
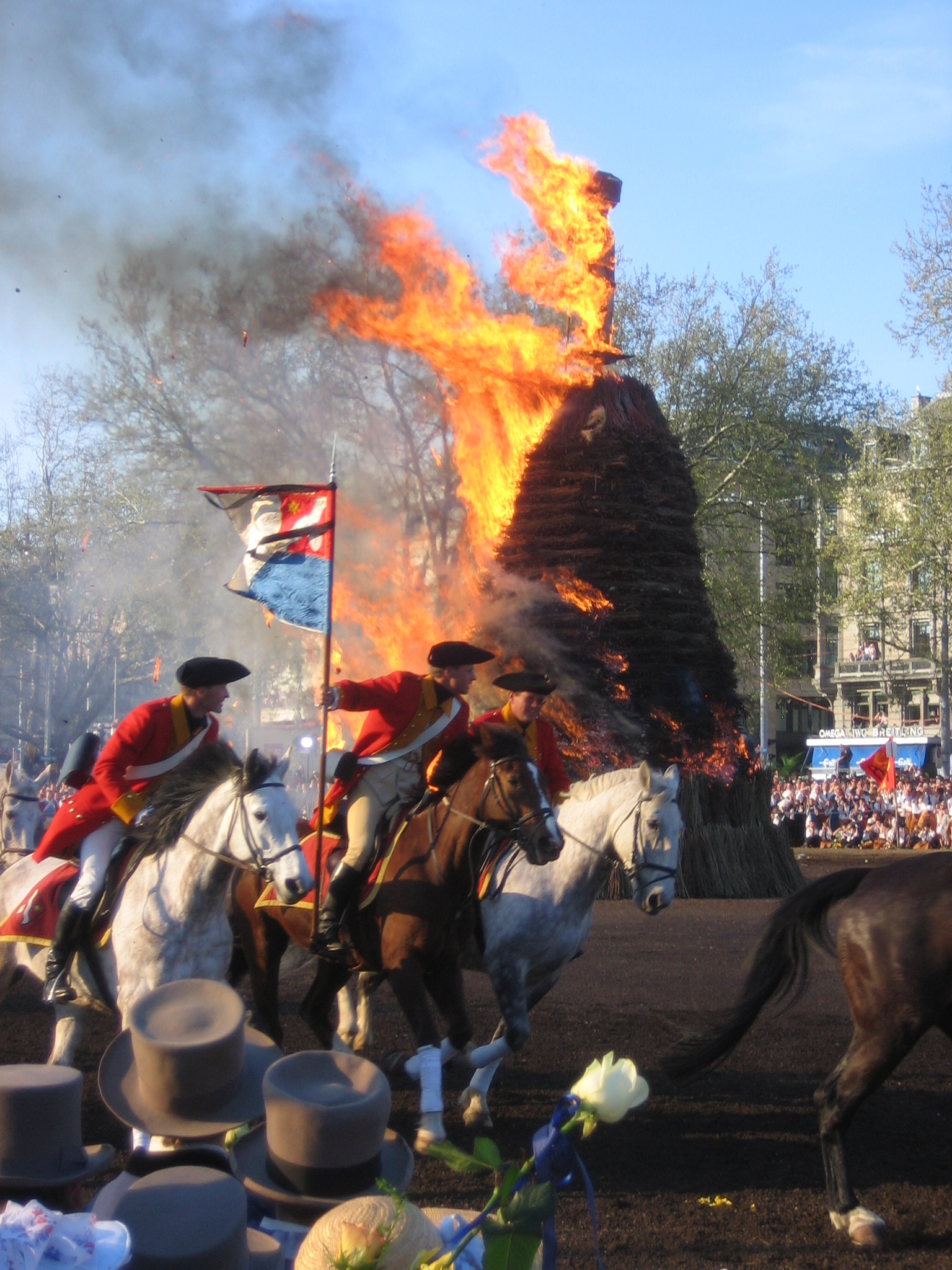
Die Reiter umkreisen den Böögg dreimal.
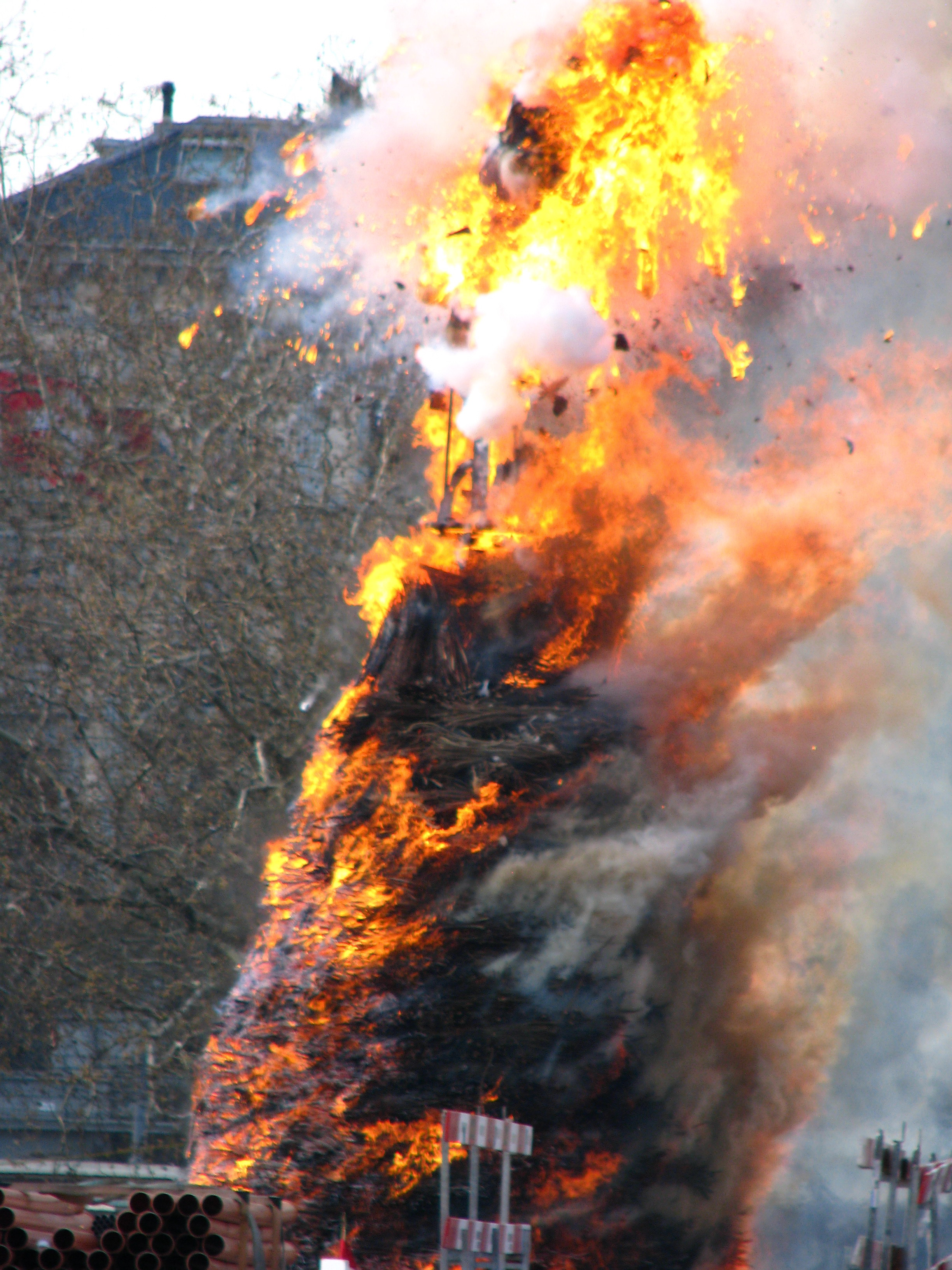
Den Kopf soll er so schnell als möglich durch Explosion verlieren.

#### Nutzung der Glut – inoffizielle Grillparty

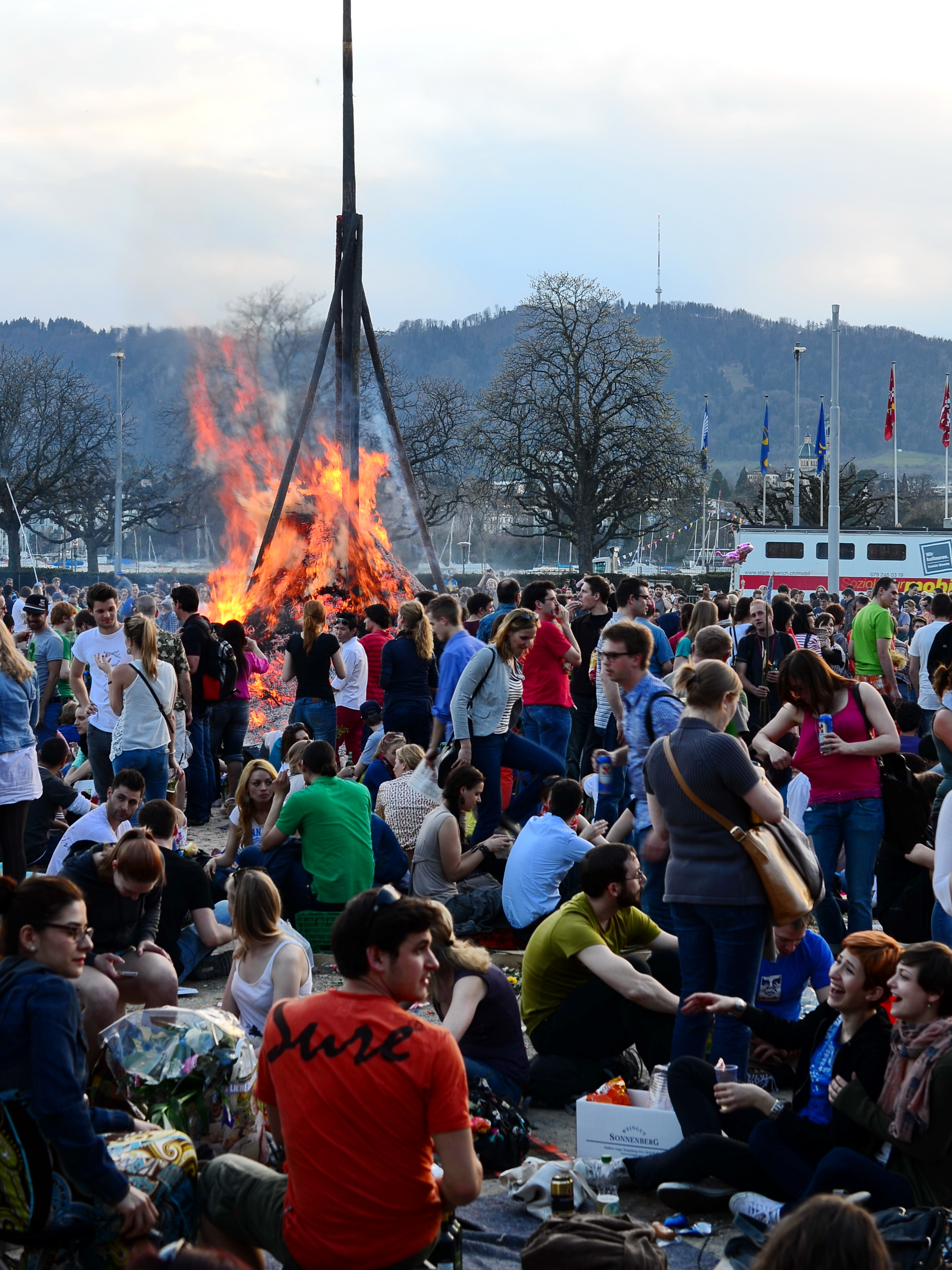
Grillparty am verglühenden Holzstoss

Nach der Beendigung der offiziellen Böögg-Verbrennung, wenn also der Kopf der Schneemann-Figur explodierte und die Zünfter und Zuschauer den Sechseläutenplatz verlassen haben, wird die Glut des ausbrennenden Feuers seit etwa Ende des 20. Jahrhunderts für ein Grillfest genutzt. Diese neue, inoffizielle Tradition «wird von den Zünften akzeptiert, geschieht aber ausserhalb ihres Programms und ihrer Verantwortung». Die Party gilt als etabliert. Für das Braten der mitgebrachten Würste und weitere zum Grillen geeignete Esswaren wird die Glut mit Schaufeln vom Feuer abgezogen. Auch bei kühler Witterung sorgt die Strahlungswärme des Scheiterhaufens für Lagerfeueratmosphäre. Das mehrheitlich jüngere, multikulturelle Publikum kontrastiert dabei mit dem traditionellen Fest tagsüber.

### Auszug
Nach dem Nachtessen im Zunftlokal findet um circa 21 Uhr der sogenannte Auszug statt. Ein grosser Teil der Zünfter zieht aus, um die Stubenhocker (den Zunftmeister und die im Zunftlokal Zurückbleibenden) anderer Zünfte zu besuchen und mit Reden herauszufordern. In den folgenden etwa drei Stunden ziehen gleichzeitig 26 Zünfte, je mit Musikkorps und mit ihren farbigen Laternen, kreuz und quer durch die Innenstadt.

#### Weitere nächtliche Veranstaltungen
Nach Abschluss des offiziellen Teils des Sechseläutens etwa um Mitternacht finden noch verschiedene weitere Veranstaltungen statt, so auf der Zunft zur Meisen das Räbenspiel, bei dem «einer nach dem andern die Trinkfestigkeit bekundet», und auf dem Münsterhof je nach Jahr der Sideleritt, wobei die Zünfter von der Meise auf Sidelen zum Helmhaus hinüber und zurückreiten und dabei in einer Hand ein Weinglas halten. Zusätzlich zu den vom Zentralkomitee organisierten Besuchen des späten Abends kommt es um circa 1 Uhr morgens zu spontan organisierten Saubannerzügen.

### Kinderumzug

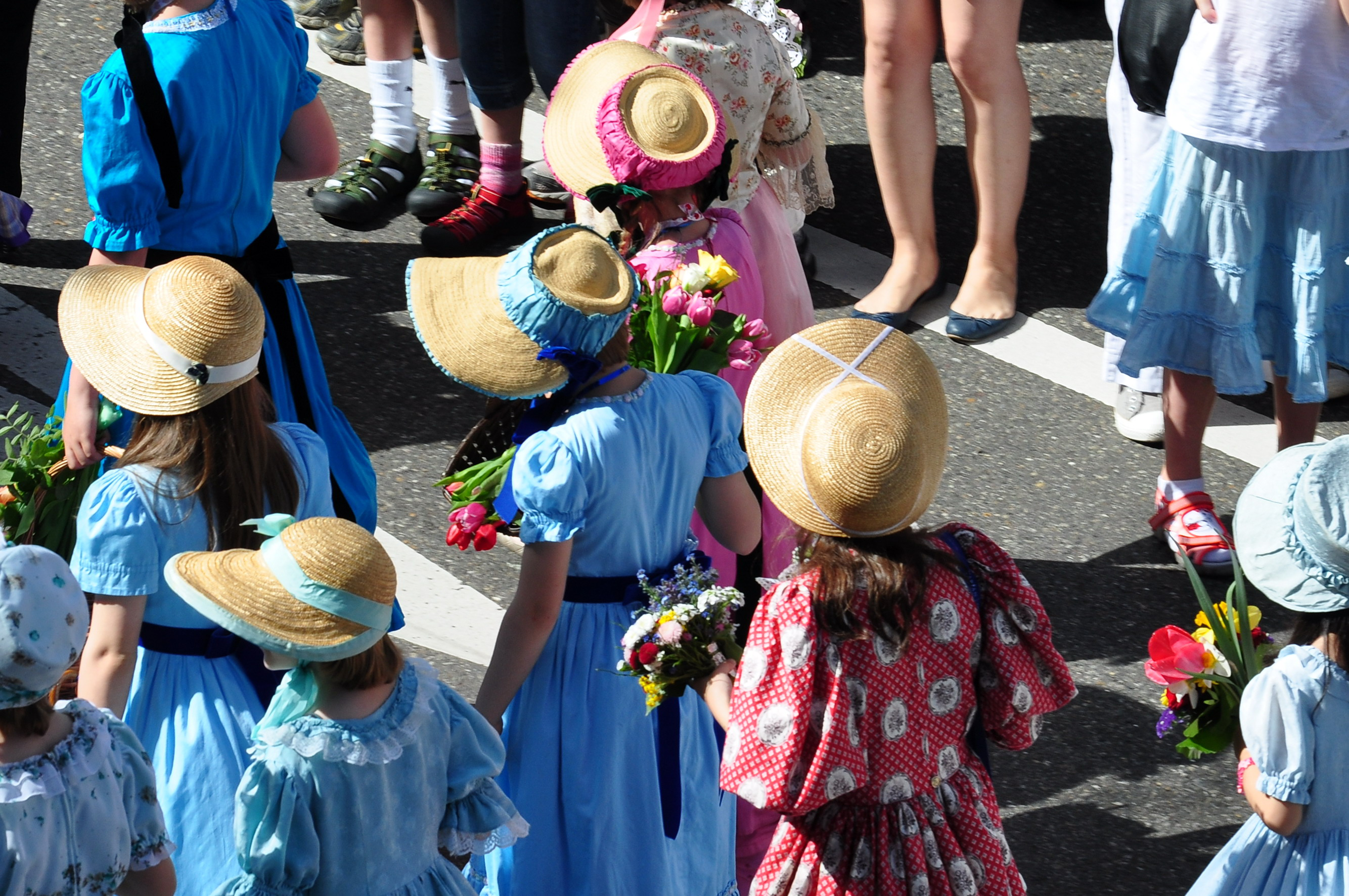
Kinderumzug des Sechseläuten in historischen Kostümen
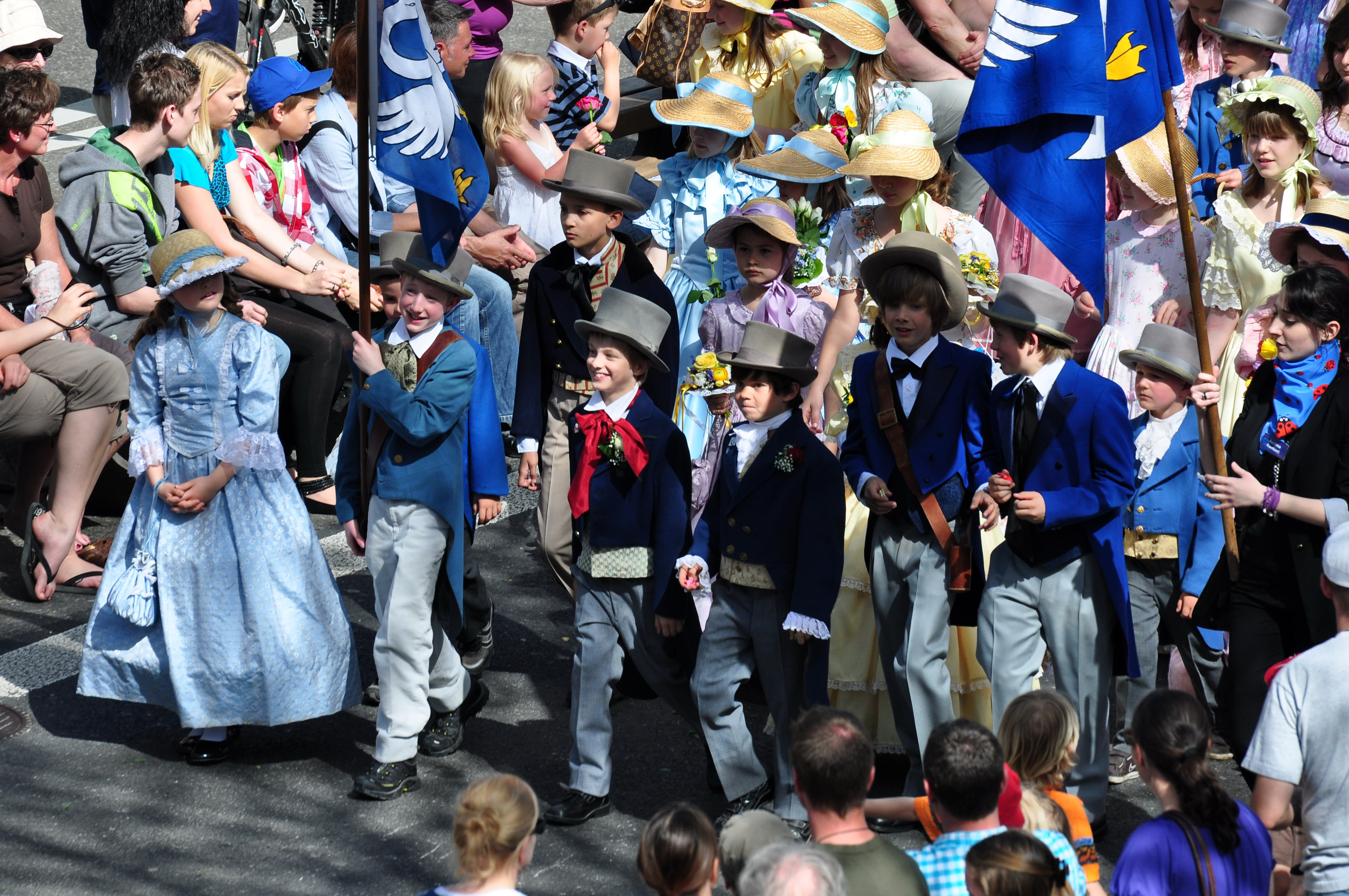
zu Fuss
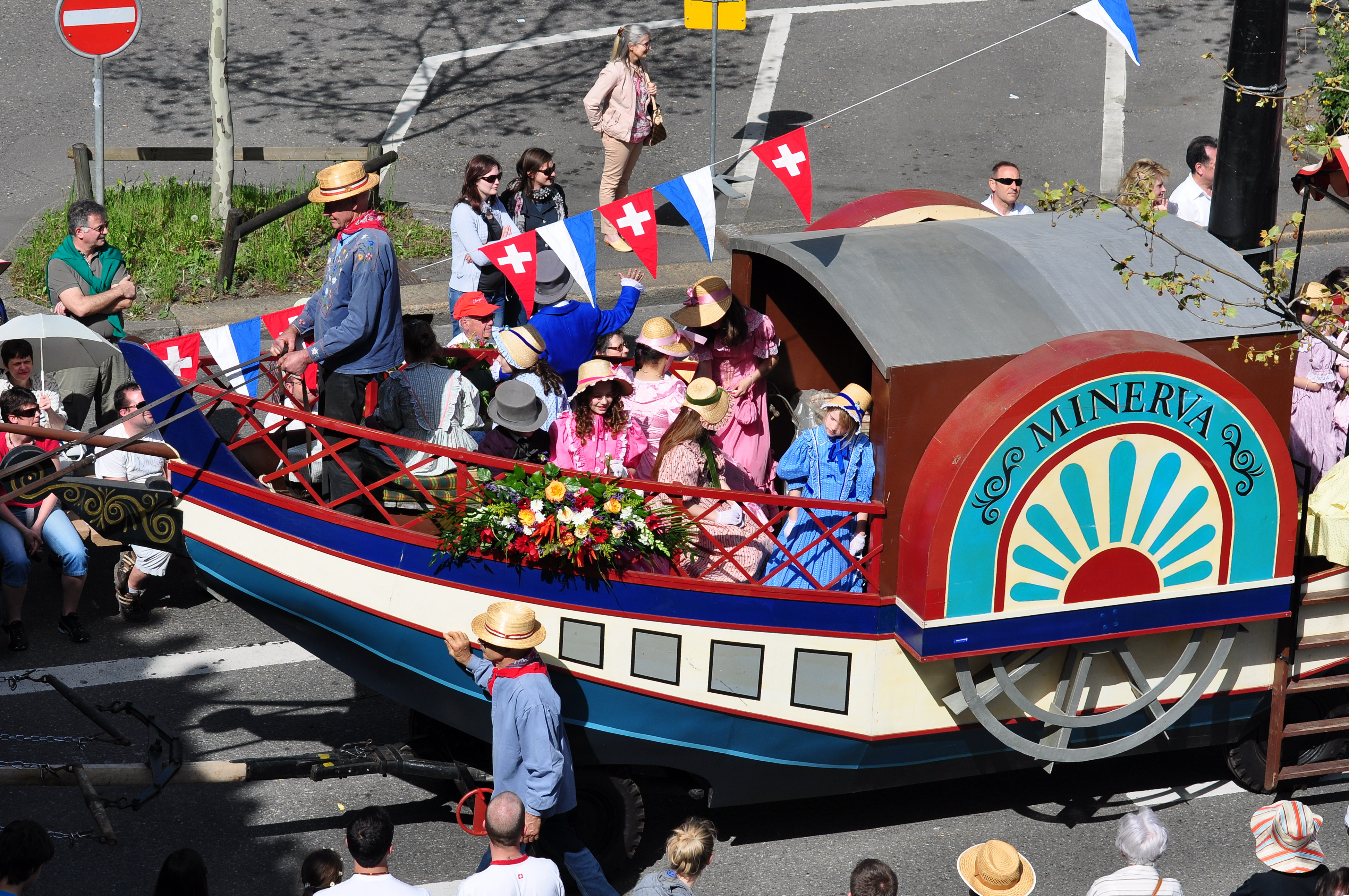
und im Schiff

#### Teilnahme
1862 wurde der Kinderumzug erstmals durchgeführt. Es dürfen Kinder zwischen fünf und fünfzehn Jahren teilnehmen, die ein historisches Kostüm, eine Tracht oder eine Uniform tragen. Im Unterschied zum Zug der Zünfte, bei dem die breite Bevölkerung an der Teilnahme ausgeschlossen ist, stellt der Kinderumzug ein Fest für alle Kinder dar, auch solche, die keinen direkten Bezug zu den Zürcher Zünften haben. Da der Umzug jeweils am Sonntag stattfindet, gibt es bezüglich der Anreise und des Schulbesuchs keine Hindernisse.

#### Kostümvermietung
Eltern, die ihren Kindern kein eigenes Kostüm zur Verfügung stellen können, haben die Möglichkeit, ein solches in einem speziell für diesen Anlass organisierten Kostümverleih gegen ein geringes Entgelt zu mieten.

#### Route
Die rund drei Kilometer lange Route führt vom Bellevue über die Quaibrücke zum General-Guisan-Quai bis Höhe Kongresshaus und dann im Kontermarsch zurück zur Quaibrücke, entlang dem Limmatquai über die Rudolf-Brun-Brücke, zur Bahnhofstrasse, der Kappelergasse und der Fraumünsterstrasse bis zum Münsterhof.

#### Durchführung
Ursprünglich jeweils am Montagmorgen vor dem Zug der Zünfte, findet der Kinderumzug seit 1896 am Sonntagnachmittag ab 15 Uhr vor dem Sechseläuten statt. In den Anfangszeiten waren neben Trachten auch Märchenverkleidungen und Clowns beliebt. Rund 150 junge Helferinnen und
Helfer, die sogenannten Chäfer, die Käfer, begleiten den Umzug und betreuen die Kinder.
In den 1950er-Jahren nahmen bis zu 2000 Kinder teil, 1962 über 3500. 2012 waren es 3047 Jungen und Mädchen.

### Platz der Kantone

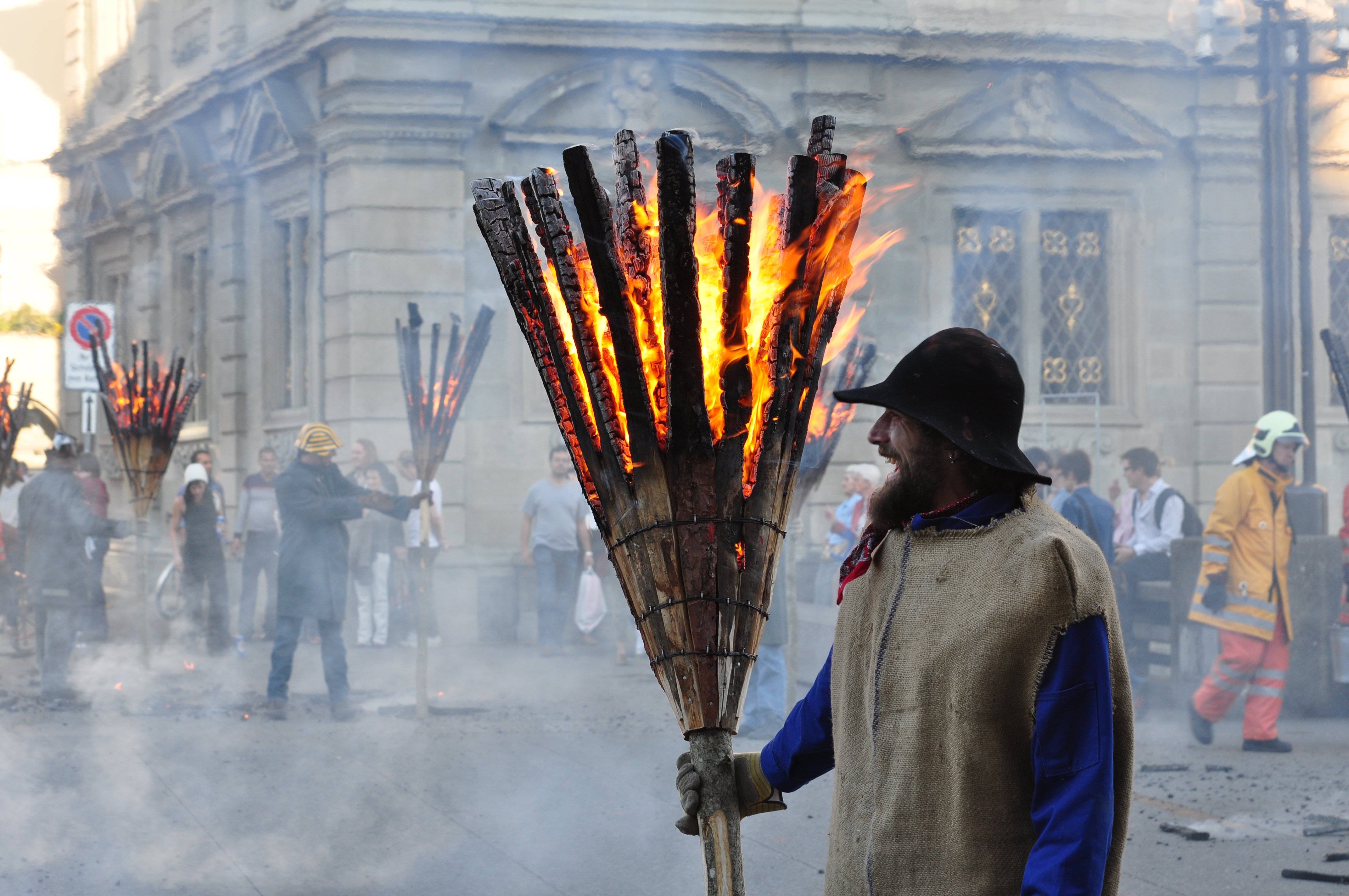
Chienbäseträger beim Umzug des Gastkantons Basel-Land auf der Rathausbrücke, 8. April 2011

Begleitend zu den Umzügen stellt sich seit dem Jahr 1991 auf dem Lindenhof, dem auf die Römerzeit zurückgehenden historischen Zentrum der Stadt Zürich, jeweils ein Gastkanton vor. Grund für die Einführung eines Konzepts jährlich wechselnder Gastkantone war das 700-Jahr-Jubiläum der Eidgenossenschaft. Während mehrerer Tage werden in Zelten regionale Spezialitäten angeboten. Politiker aus dem Gastkanton sind häufig Ehrengäste beim Umzug der Zünfte.
Der Kanton Luzern lehnte eine Einladung für 2015 und 2016 aus finanziellen Gründen ab, ebenso das für 2015 angefragte Fürstentum Liechtenstein. Am Sechseläuten 2016 sprang die Zunft zu Safran als Luzerner Gastzunft ein. 2017 war mit Glarus wieder ein Gastkanton vertreten.

## Frauen und das Sechseläuten

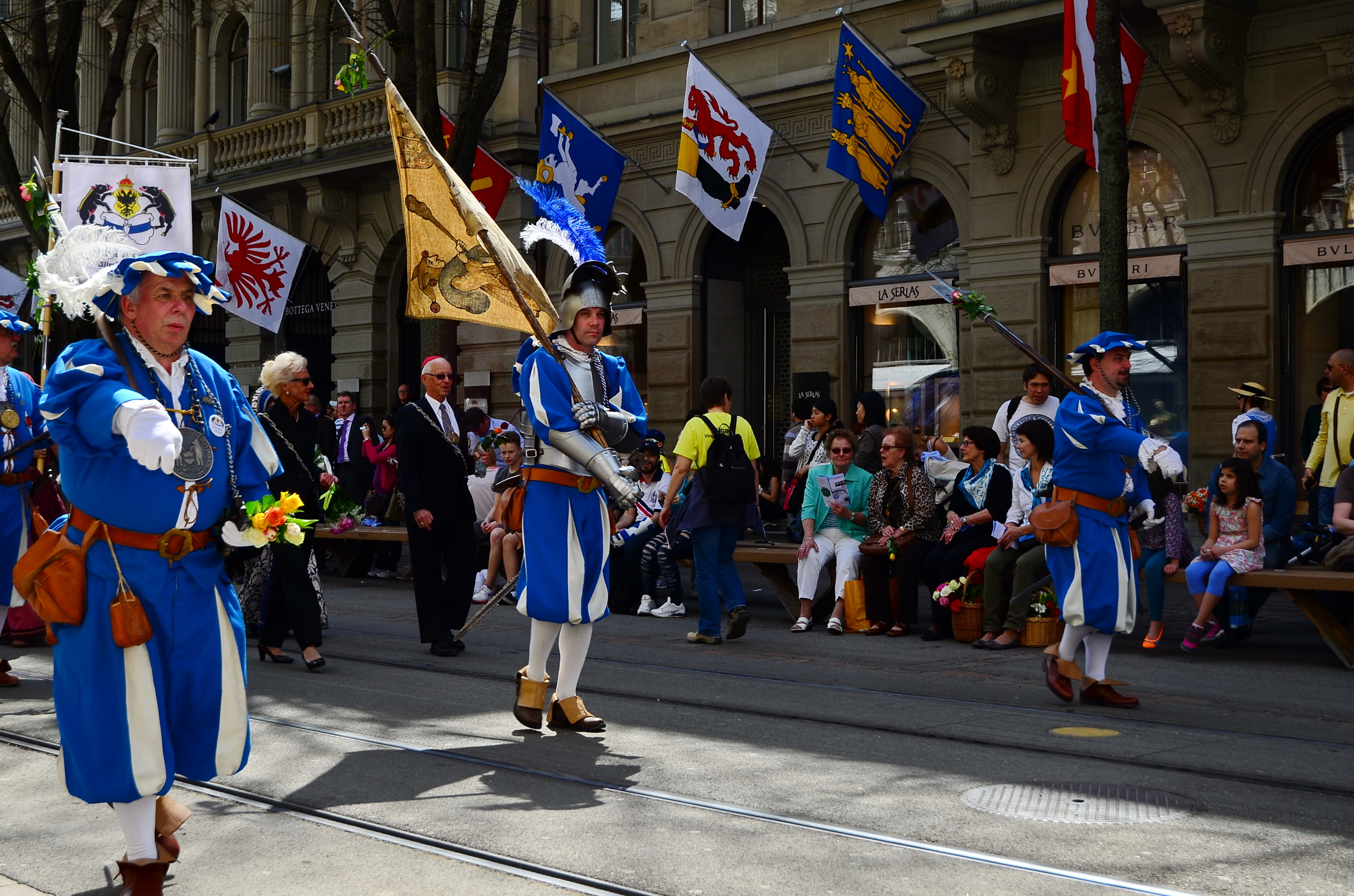
«Der Grosse, Allmächtige und Unüberwindliche Rat von Zug», GAUR, übernimmt die Ehrenwache der Gesellschaft zu Fraumünster

### Gesellschaft zu Fraumünster
Die Teilnahme am Festumzug war seit 1952 ausschliesslich männlichen Zünftern als Teilnehmer vorbehalten. Frauen konnten lediglich als Blumenmädchen oder externe Ehrengäste mitwirken. Um die Jahrhundertwende vom 20. zum 21. Jahrhundert hatte die Gesellschaft zu Fraumünster vergeblich versucht, die Erlaubnis zu erhalten, um gleichberechtigt am Umzug mitzumarschieren. In den Jahren 2009 und 2010 durfte sie die Route lediglich eine Dreiviertelstunde vor den Männern unter die Füsse nehmen. Im Jahr 2011 erhielt die Gesellschaft erstmals das Gastrecht zur Teilnahme, das ein paar Jahre später bis zum Jahr 2030 mit stillschweigender Fortsetzung verlängert wurde. Seit 2014 marschieren die Frauen der Gesellschaft zu Fraumünster in corpore als Gäste der Gesellschaft zur Constaffel mit. Mitglieder des GAUR, des Grossen, Allmächtigen und Unüberwindlichen Rats von Zug, sind seit einigen Jahren die Ehrenwache der Gesellschaft zu Fraumünster.

Fraumünsterfrauen zu Gast des Umzugs
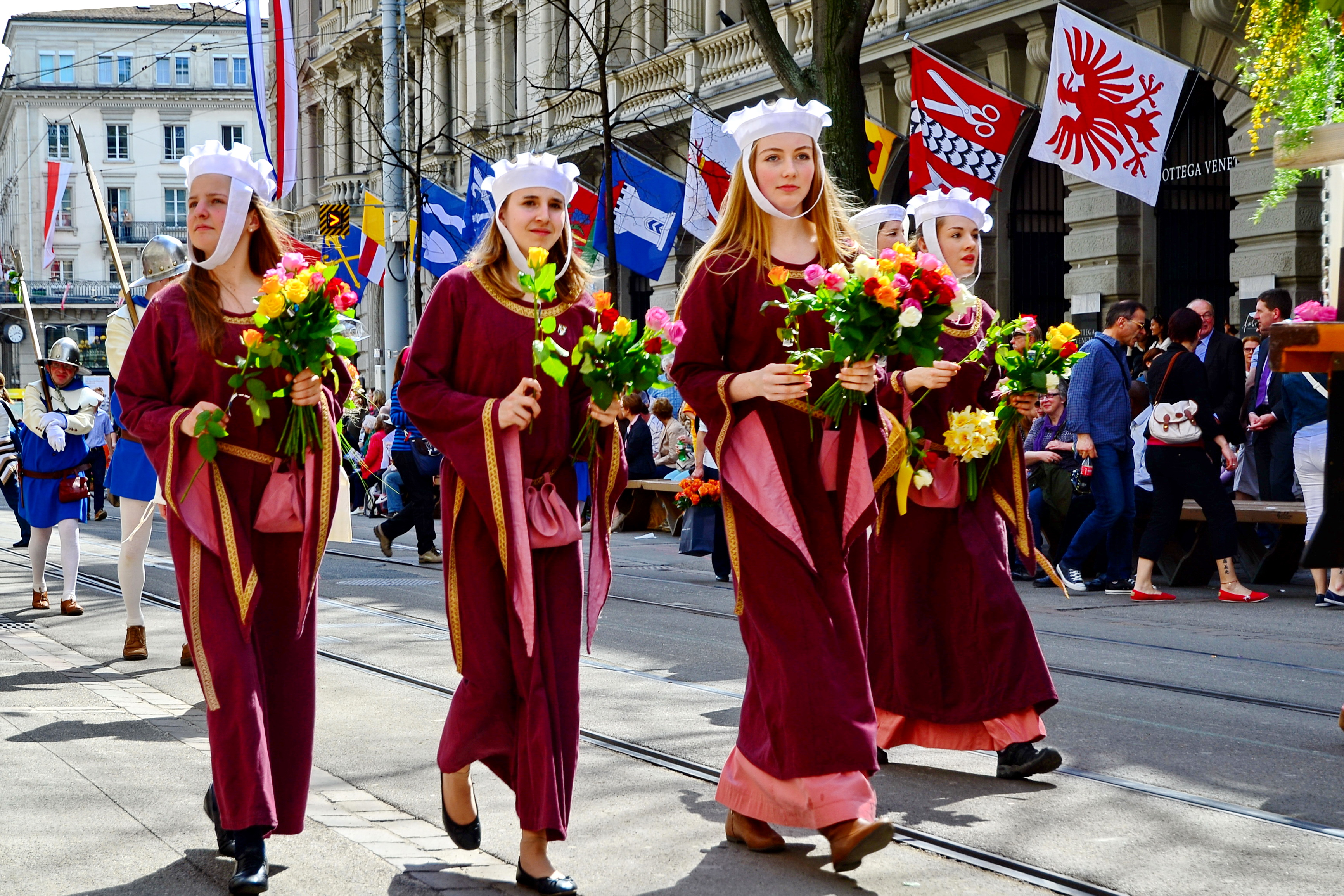
An der Bahnhofstrasse in Richtung Urania-Sternwarte
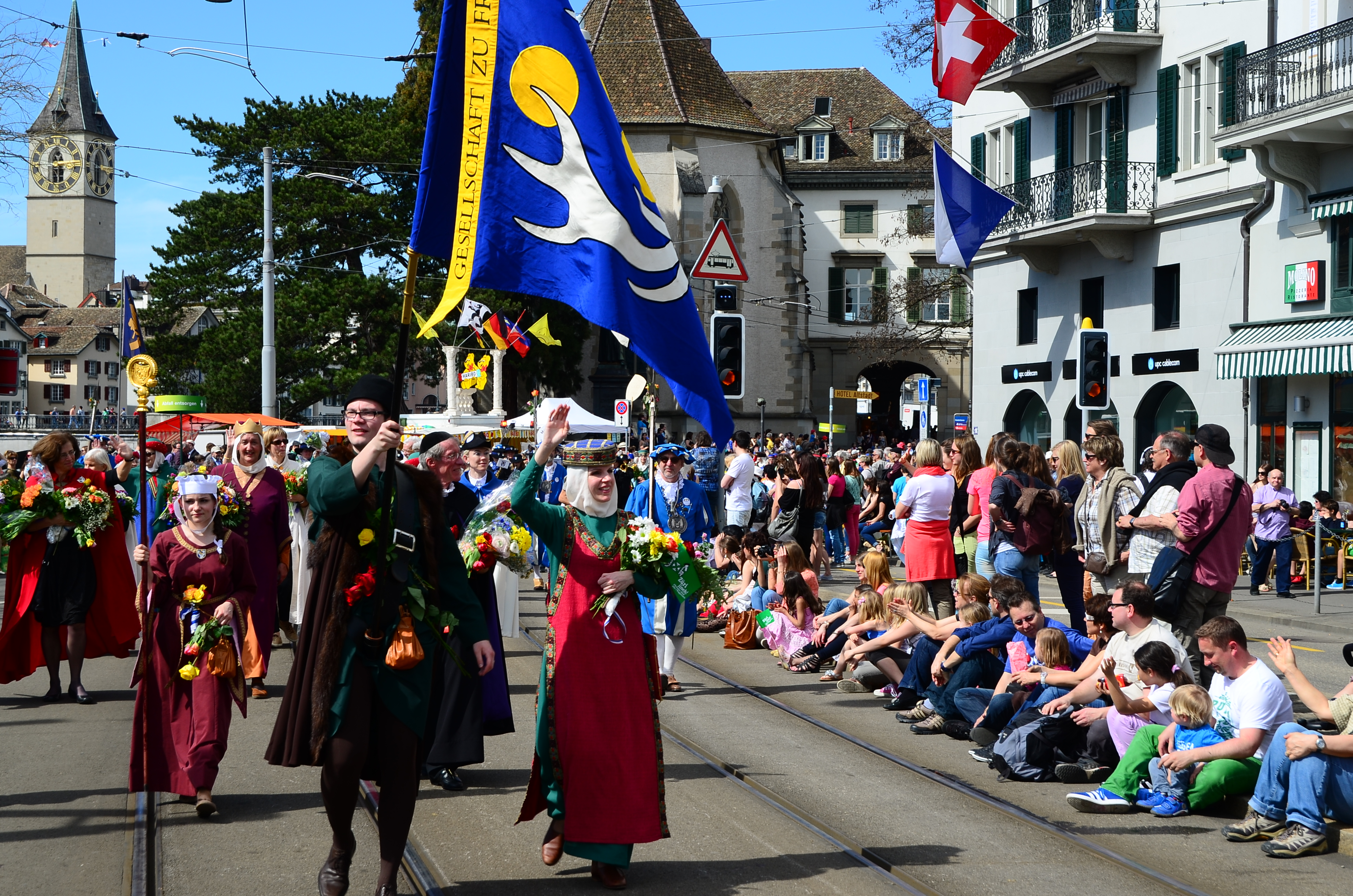
Am Limmatquai, Bannerträger mit Wappen des weissen Hirschs als Wahrzeichen der Fraumünsterfrauen
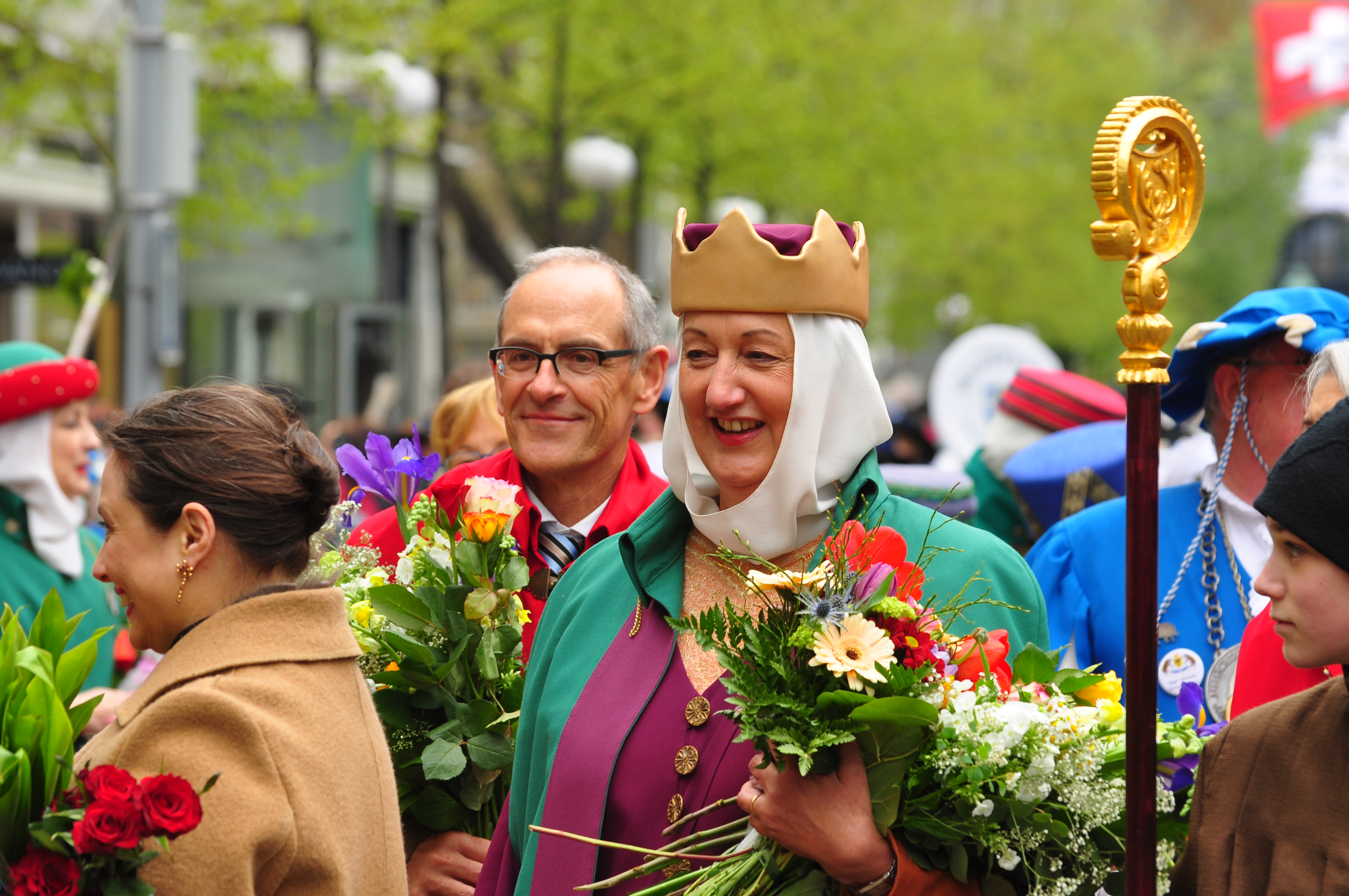
Präsidentin der Frauenzunft, Hohe Fraumünster-Frau Regula Zweifel, 2012

### Töchter der Zünfter
Frauen aus dem Zunftleben auszuschliessen, war schon lange nicht mehr zeitgemäss. Das wussten auch die männlichen Zünfter. Einige Jahre wurde das Thema in den eigenen Reihen kontrovers diskutiert. Im Jahr 2021 läuteten die Männer der grössten Zürcher Zunft zur Meisen einen Paradigmenwechsel ein. Im Jahr 2023 durften auch deren Töchter erstmals als gleichberechtigte Teilnehmerinnen am Umzug mitlaufen. 2024 zog, als zweite von insgesamt 26, die Zunft zu den Drei Königen nach. Als reguläre Zunftmitglieder sind Frauen mit einer Ausnahme weiterhin noch nicht zugelassen.

### Frauen als gleichgestellte Zünfterinnen
An einer ausserordentlichen Generalversammlung wurde im Februar 2025 bei der Zunft zur Meisen eine Änderung der Statuten entschieden: Frauen sind in dieser Zürcher Zunft nun den Männern gleichgestellt und können in die Zunft aufgenommen werden. Im gleichen Jahr entschied auch die Zunft Höngg, Frauen aufzunehmen. In beiden Zünften gilt dies allerdings nur für Töchter von Zünftern, anders als bei Männern bleibt die Aufnahme Auswärtiger nicht möglich.

## Datum
Das Datum des Sechseläutens wurde vom Stadtrat auf den dritten Montag des Monats April festgelegt. Fällt dieser Tag in die Karwoche, so wird das Sechseläuten am zweiten Montag abgehalten. Fällt der dritte Montag im April auf den Ostermontag, so wird das Fest auf den vierten Montag verschoben (Stadtratsbeschluss Nr. 1214 vom 13. Juni 1952).

Die Frühlingsferien der Volksschulen in der Stadt Zürich wurden 1998 auf die DIN-Wochen Nr. 17 und 18 festgelegt. Im Zusammenhang mit dieser Ferienregelung hat der Stadtrat beschlossen, dass (neu) das Sechseläuten in Ergänzung zur Regel aus dem Jahr 1952 auch am zweiten Montag im April stattfinden kann, wenn damit der Sechseläutentermin ausserhalb der Ferien zu liegen kommt. Bedingung ist natürlich, dass dieser zweite Montag weder in die Karwoche noch auf Ostermontag fällt. 
In der Stadt Zürich ist der Nachmittag des Sechseläuten-Montags für das städtische Personal ein halber Feiertag, dem sich auch die anderen Arbeitgeber auf Stadtgebiet anschliessen.
Die nächsten Sechseläuten-Montage sind:
- 20. April 2026
- 19. April 2027
- 24. April 2028
- 16. April 2029
- 08. April 2030
- 21. April 2031
- 19. April 2032
- 25. April 2033
- 17. April 2034
- 16. April 2035

## Geschichte

### Herkunft und Entwicklung

#### Verschmelzung verschiedener Bräuche
Das Zürcher Sechseläuten entwickelte sich im 18. und 19. Jahrhundert aus verschiedenen Bräuchen, die ursprünglich zeitlich nicht zusammenfielen:
- Den Charakter als Frühlingsfest übernahm es von der Feier der Tagundnachtgleiche, in deren zeitlichem Umfeld die Arbeit bei Kunstlicht abgeschlossen werden konnte und von der Winterarbeitszeit auf die Sommerarbeitszeit umgestellt wurde. Der Zeitpunkt wurde alljährlich vom Rat festgelegt (1741 erfolgte das Vorverschieben der Arbeitszeit um eine Stunde beispielsweise am Mittwoch nach Ostern, also am 5. April; 1742 erfolgte sie hingegen erst am 1. Mai). Hinzu traten auch Maibräuche.
- Die Umzüge der Zünfte gehörten ursprünglich zum Fasnachtsleben. Schon früh bezeugte Umzüge sind der Aschermittwochumzug der Metzger und der Umzug der Schmidenzunft am Hirsmontag, sechs Wochen vor Ostern.
- Auch das Verbrennen eines Bööggs (zunächst vor der Lindenhofmauer am Abhang gegen die Limmat), das schon für das 18. Jahrhundert nachgewiesen werden kann, gehört in den Bereich der Fasnachtsbräuche (Austreiben des Winters respektive Winterverbrennung, der Märzen- und Osterfeuer). Bööggen waren Larven tragende oder sonst vermummte Personen, die Kinder erschreckten, Unfug trieben oder bettelnd durch die Strassen zogen. Die Bezeichnung ist in Zürich seit dem 15. Jahrhundert belegt.[41] Im 19. Jahrhundert bezeichnete man auch die Knaben und Mädchen, die am frühen Sechseläutenmorgen einen bunten Umhang, eine Larve sowie eine spitze papierene Mütze tragend, von Haus zu Haus zogen und Gaben erbettelten, als Bööggen.[42]

#### Tradition im Kratzquartier

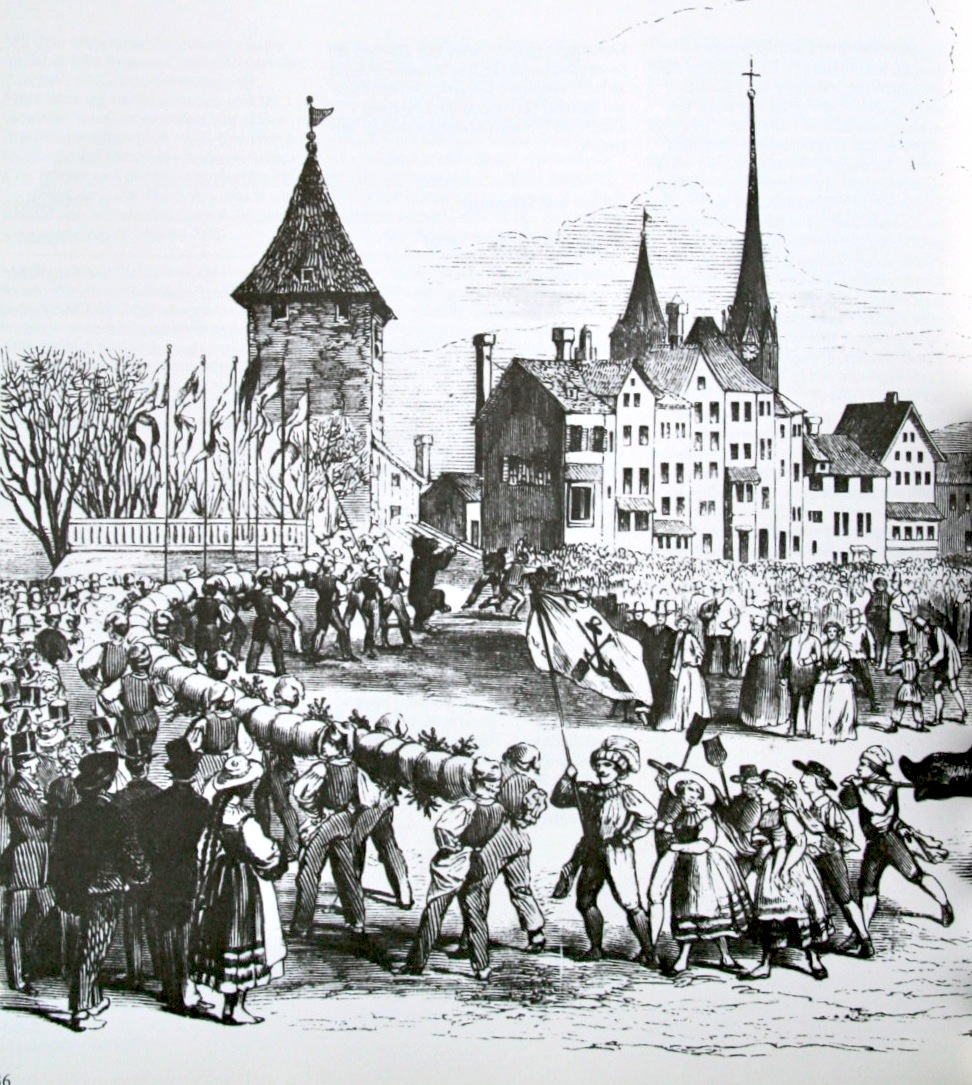
Umzug im Kratzquartier 1854, im Hintergrund der Kratzturm

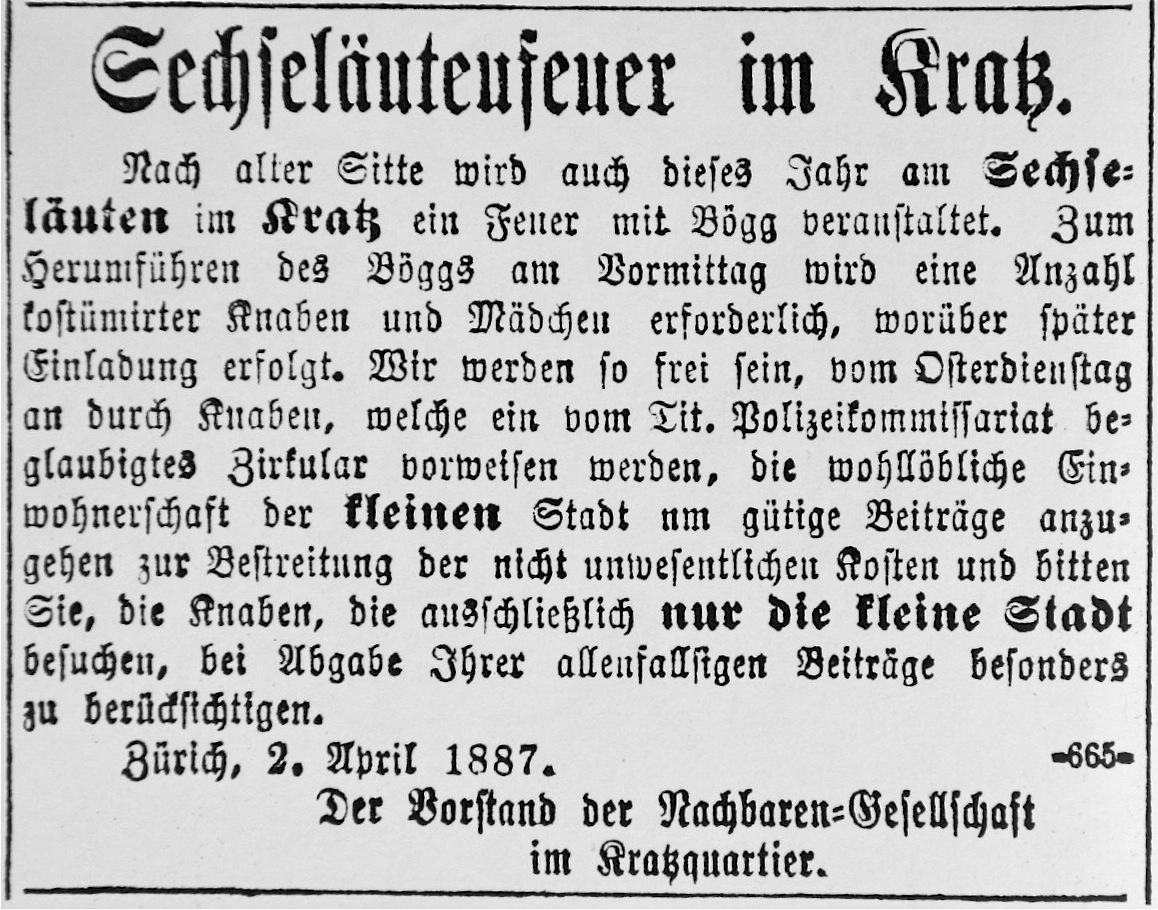
Aufruf 1887

Im frühen 19. Jahrhundert verbrannten Buben im Kratzquartier südlich des Fraumünsters Strohpuppen zur Zeit der Tagundnachtgleiche im Frühjahr. Aus dem Sechseläutenfeuer im Kratz, das seit 1868 ein Anwohnerverein organisierte, entwickelte sich die heutige Verbrennung des Bööggs. Auch verschiedene weitere Private verbrannten ihren Böögg, so brachten zum Beispiel 1873 die Zöglinge der Zürcher Blinden- und Taubstummenanstalt eine aus alten Kleidern und Stroh gebastelte und als Dieb bezeichnete Figur vor ihren Direktor und verbrannten sie nach dessen Urteilsspruch am Sechseläutentag.

#### Ablauf des Festtags Ende 18. und Ende 19. Jahrhundert
Die älteste bekannte Beschreibung des Sechseläutens stammt von 1775:
«Jene [die Jungen] versammeln sich auf gewüsse Pläze der Stadt, und so bald sie den Ton der Glocken hören, fangen sie vor Freuden an zu jauchzen, zu schießen, die Trommel zu schlagen, Holzhaufen anzuzünden, Strohmänner zu verbrennen und was der kindischen Freuden mehr sein mögen; diese aber [die älteren Leute] spazieren oder gehen in die Häuser zusammen, thun sich etwas zu gut, und wenn sie das Geläut hören, wünschen sie einander wieder für ein Jahr gute Gesundheit. Die Bürger gehen auf ihre Zünfte, zu schmausen, stehen sie von ihren Stühlen auf, der Harr Amts-Zunftmeister hält eine kurze Anrede an die Zünfter nach dem Umstand der Zeit und wünschet der Oberkeit, der Stadt, dem Land und den Zünftern Segen, Heil und Wohlfahrt. Hierauf trinket man einander unter vielem Freudengeschrey und guten Wünschen zu.»
Auch noch 1880 wurde das Sechseläuten in zwei voneinander völlig unabhängigen Festen gefeiert: dem «Gassenfest der Jugend» und dem «Fest der Bürger». Der Festtag spielte sich nach der Beschreibung in Heinrich Herzogs Schweizerischen Volksfesten von 1884 und im Schweizerischen Idiotikon, Artikel gedruckt 1895, wie folgt ab: In aller Frühe kamen Knaben und Mädchen vom Land in die Stadt, die mit einem bunten Umhang, einer Larve und einer spitzen papierenen Mütze verkleidet und beständig den Spruch Uscheli, Batz, Batz riefen, Gaben erbettelten. Am Vormittag zogen weissgekleidete Mädchen mit Maibäumen oder Kränzen, an denen ausgeblasene Eier hingen, den «Symbolen des siegenden Sommers», herum. Diese Mareieli sangen ein Mailied, worauf man ihnen aus den Fenstern eine Gabe in einem angezündeten Papierwickel zuwarf. Gleichzeitig versammelten sich die Knaben in den verschiedenen Quartieren, um die den Winter darstellenden Strohpuppen zur Schau durch die Stadt zu führen. Punkt sechs Uhr wurden alle Strohpuppen inmitten von Reisighaufen angezündet. Dies war der Moment zum festlichen Stelldichein sämtlicher Zünfte: Die Bürgerschaft versammelte sich auf ihren Zunftstuben zum Festmahl und besuchte sich nach dem Einnachten gegenseitig, wobei Reden meist politischen Inhalts gewechselt wurden.

#### Thematische Schwerpunkte im 19. Jahrhundert und um die Jahrhundertwende
Umzüge der Zünfte am Sechseläutennachmittag fanden im 19. und frühen 20. Jahrhundert – anders als diejenigen anlässlich der gegenseitigen Besuche nach dem Nachtessen – noch längst nicht jedes Jahr statt. Von Zeit zu Zeit wurden allerdings welche abgehalten, die einem bestimmten Thema gewidmet waren; hier war die Herkunft vom Karneval noch spürbar. Beispielhaft genannt seien die Themen englischer Jagdzug mit Jockeys (1835), Wallenstein und sein Heer (1843), die Verbindung der Stadt Zürich mit allen Völkern des Erdballs durch die Macht des Dampfs (1856), die Heldinnen des Schweizerlands (1873), Zürcher Kolonie im Kongo (1885), das Reisen in verschiedenen Zeiten (1894) sowie die bildende Künste (1910, aus Anlass der Einweihung des Kunsthauses). Nach dem Ersten Weltkrieg wurde der Umzug in folkloristischem Sinne umgebildet; jede Zunft führte feste Trachten ein und präsentiert seither das Milieu und das Handwerk, wofür sie einst stand.

Album und Festpostkarten Anfang des 20. Jahrhunderts
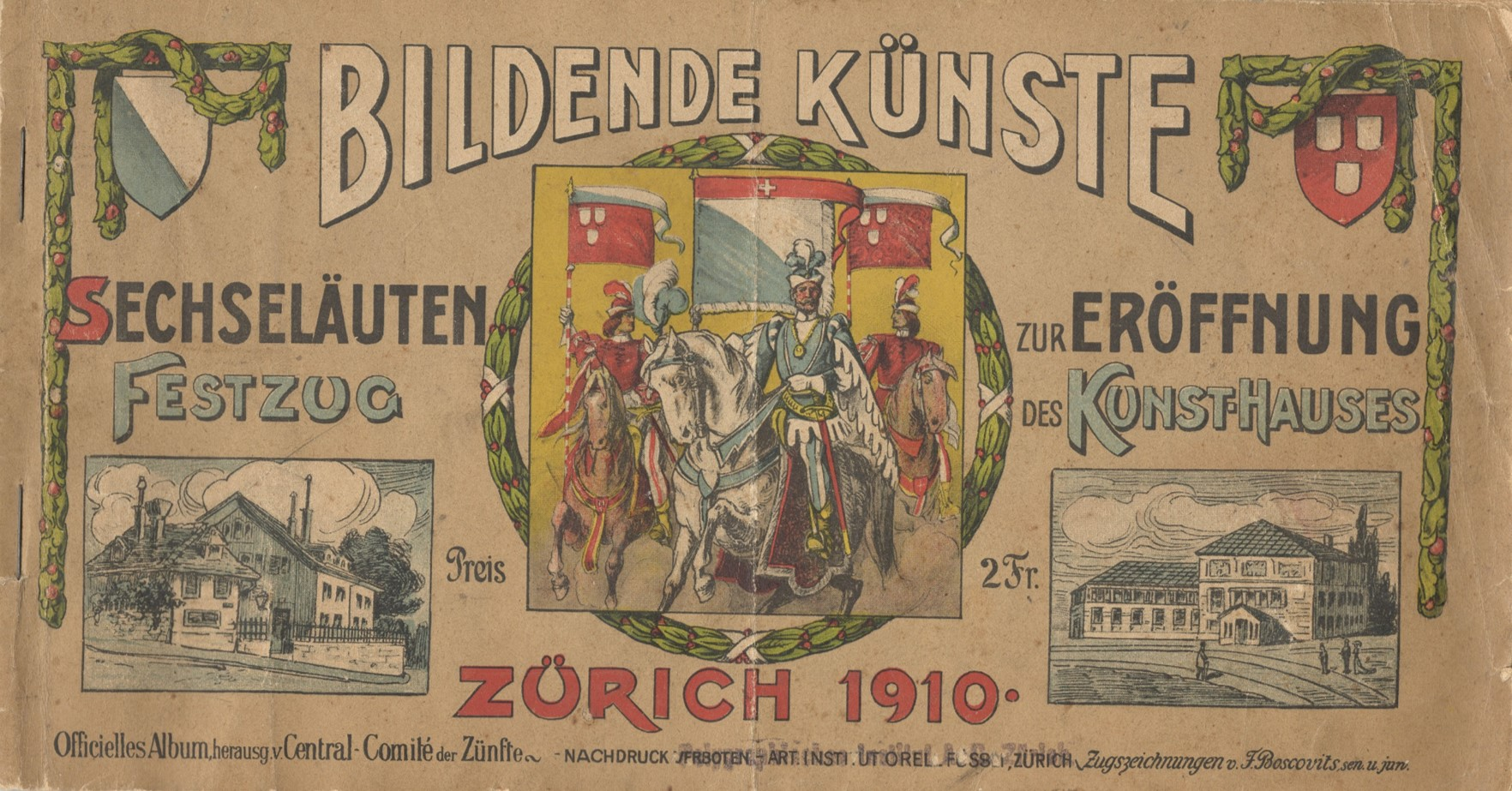
Fritz Boscovits: Album Bildende Künste – Sechseläuten Festzug zur Eröffnung des Kunsthauses, 1910
M. und C. Annen: Festpostkarte Sechseläuten zur Einweihung der neuen Universität, 1914
Dies.: Festpostkarte, dito, 1914

#### Seit Anfang des 20. Jahrhunderts
Wurden im 19. Jahrhundert verschiedenste Figuren an unterschiedlichen Orten «hingerichtet», kennt das 20. Jahrhundert nurmehr die entsprechende Behandlung eines Schneemanns, der den Winter symbolisiert. Seit 1902 wurde der Böögg auf dem Platz der 1897 abgebrochenen alten Tonhalle verbrannt; 1947 benannte der Stadtrat den Tonhalleplatz in Sechseläutenplatz um.
Im Jahr 1965 fand das Sechseläuten wegen der grassierenden Maul- und Klauenseuche ohne Pferde statt.
2020 und 2021 wurde der Anlass wegen der Corona-Pandemie abgesagt. In der Folge wurde der Böögg am 19. April 2021 auf der Teufelsbrücke in der Schöllenenschlucht im Gastkanton Uri abgebrannt. Der Schneemann hielt einen teuflischen Dreizack in der Hand und als weiteren Spezialeffekt ein grünes Coronavirus im Bauch. Im Jahr 2022 fand der Anlass wieder wie gewohnt statt.
2024 konnte der Böögg wegen gefährlicher Sturmböen aus sicherheitstechnischen Gründen zum Schutz der vielen tausend Zuschauer auf dem Sechseläutenplatz nicht wie geplant angezündet werden. Nach 18 Uhr stand der Böögg, als Reminiszenz an den Gastkanton in beschlagenen Appenzeller Hosenträgern, unbeschadet auf dem Scheiterhaufen: Ein historischer Moment in der Geschichte des Sechseläutens, den es bis anhin noch nie gegeben hatte. Der traditionelle Ritt um den Böögg fand indes statt. Schliesslich wurde die Verbrennung auf den 22. Juni 2024 verlegt, auf die Streuli-Wiese in Heiden AR. Die Gesamtkosten des Auftritts von Appenzell Ausserrhoden am viertägigen Sechseläuten mit mehr als 600 Mitwirkenden in Zürich und das «Böögg-Aazönde» in Heiden beliefen sich auf 607’000 Franken, die vollständig aus dem Lotteriefonds finanziert wurden.
Bei der Zunft zum Kämbel gab es im Jahr 2024 nur noch wenige als Beduinen verkleidete Zünfter, die ihr Gesicht braun geschminkt hatten. Viele verzichteten auf das so genannte «Brownfacing», das von Amnesty International sowie der Stiftung gegen Antisemitismus und Rassismus heftig kritisiert worden war. Zudem wurde der Umzug am Nachmittag von Klimaaktivisten der Gruppierung Drop Fossil Subsidies gestört.

### Gastkantone seit 1991
- 2026: Kanton Graubünden (geplant)[58]
- 2025: Zug[59]
- 2024: Appenzell Ausserrhoden[60]
- 2023: Schwyz
- 2022: Uri
- 2021: Uri[49][61][51]
- 2020: abgesagt
- 2019: Stadt Strassburg (F)
- 2018: Basel-Stadt
- 2017: Glarus
- 2016: Zunft zu Safran (Luzern)
- 2015: Zürich
- 2014: Obwalden
- 2013: St. Gallen
- 2012: Bern
- 2011: Basel-Landschaft
- 2010: Nidwalden
- 2009: Schaffhausen
- 2008: Solothurn
- 2007: Zug
- 2006: Aargau
- 2005: Freiburg
- 2004: Graubünden
- 2003: Schwyz
- 2002: Tessin
- 2001: Appenzell Innerrhoden
- 2000: Uri
- 1999: Waadt
- 1998: Zürich
- 1997: Thurgau
- 1996: Genf
- 1995: Glarus
- 1994: Wallis
- 1993: Basel-Stadt
- 1992: St. Gallen
- 1991: Luzern

### Zeitdauer, bis der Kopf des Bööggs explodierte
- 2025: 26 Min. 30 Sek.

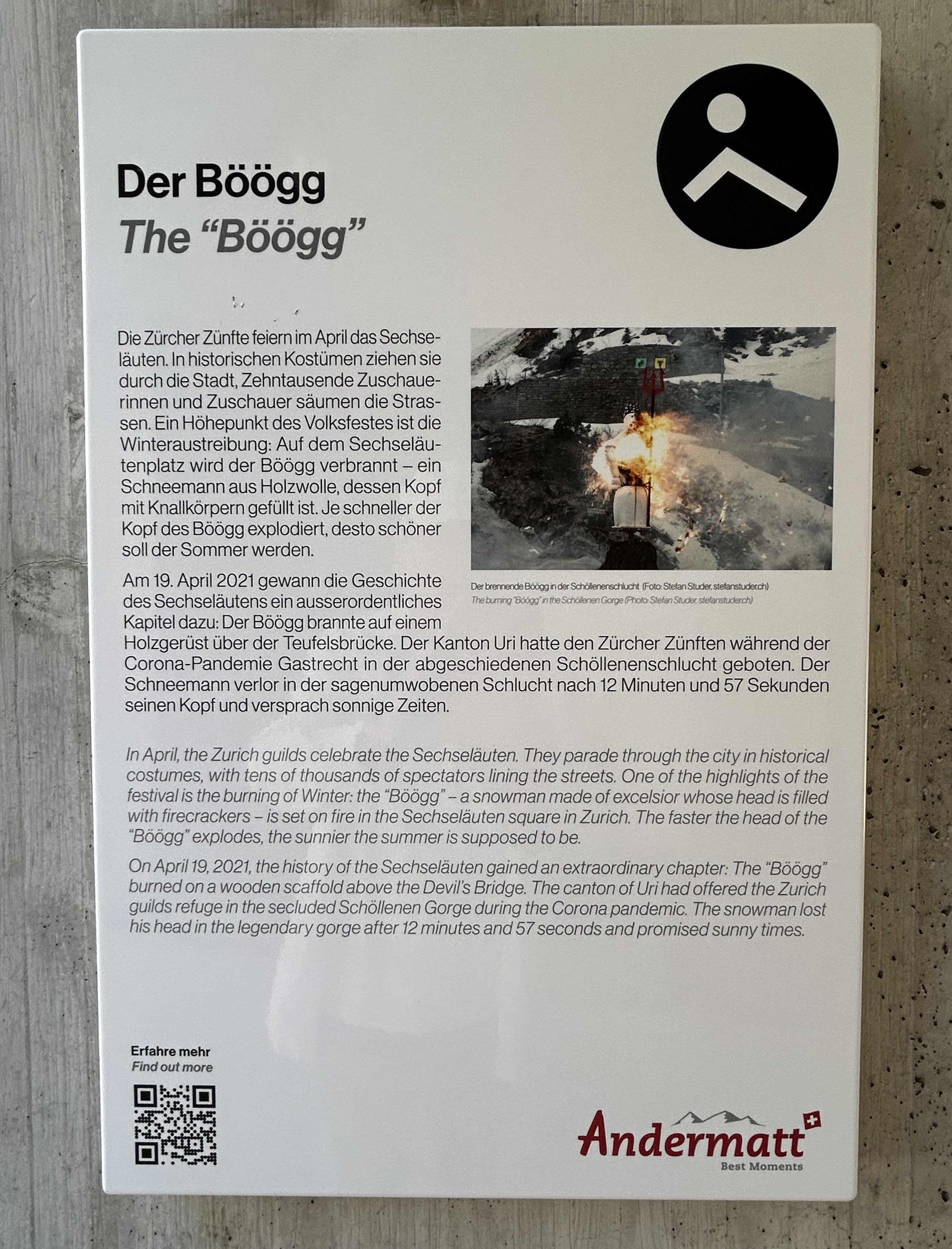
Infotafel Verbrennung in der Schöllenschlucht 2021

- 2024: aufgrund heftiger Windböen nicht in Zürich, sondern am 22. Juni in Heiden AR angezündet:[62] 31 Min. 28 Sek.
- 2023: 57 Min.
- 2022: 37 Min. 59 Sek.
- 2021: wegen Corona in der Schöllenenschlucht abgebrannt:[49][61][51] 12 Min. 57 Sek.
- 2020: abgesagt
- 2019: 17 Min. 44 Sek.
- 2018: 20 Min. 31 Sek.
- 2017: 09 Min. 56 Sek.
- 2016: 43 Min. 34 Sek.
- 2015: 20 Min. 39 Sek.
- 2014: 07 Min. 23 Sek.
- 2013: 35 Min. 11 Sek.
- 2012: 12 Min. 07 Sek.
- 2011: 10 Min. 56 Sek.
- 2010: 12 Min. 54 Sek.
- 2009: 12 Min. 55 Sek.
- 2008: 26 Min. 01 Sek.
- 2007: 12 Min. 09 Sek.
- 2006: 10 Min. 28 Sek.
- 2005: 17 Min. 52 Sek.
- 2004: 11 Min. 42 Sek.
- 2003: 05 Min. 42 Sek.
- 2002: 12 Min. 24 Sek.
- 2001: 26 Min. 23 Sek.
- 2000: 16 Min. 45 Sek.
- 1999: 23 Min. 52 Sek.
- 1998: 10 Min. 13 Sek.
- 1997: 07 Min. 30 Sek.
- 1996: 08 Min.
- 1995: 05 Min. 51 Sek.
- 1994: 21 Min. 55 Sek.
- 1993: 23 Min. 30 Sek.
- 1992: 10 Min. 13 Sek.
- 1991: 12 Min.
- 1990: 10 Min. 30 Sek.
- 1989: 24 Min.
- 1988: 40 Min.
- 1987: 17 Min.
- 1986: 14 Min.
- 1985: 24 Min.
- 1984: 22 Min.
- 1983: 24 Min. 20 Sek.
- 1982: 13 Min.
- 1981: 14 Min. 10 Sek.
- 1980: 17 Min.
- 1979: 19 Min.
- 1978: 12 Min.
- 1977: 27 Min.
- 1976: 11 Min.
- 1975: 22 Min.
- 1974: 05 Min. 07 Sek.
- 1973: 26 Min.
- 1972: 08 Min.
- 1971: 05 Min.
- 1970: 40 Min.
- 1969: 10 Min.
- 1968: 05 Min.
- 1967: 06 Min.
- 1966: 16 Min.
- 1965: 20 Min.
- 1961: 07 Min.
- 1959: 08 Min.
- 1958: 08 Min.
- 1956: < 4 Min. (kürzeste Dauer)
- 1953: 08 Min.
- 1952: 06 Min.
- 1923: 1 Stunde (längste Dauer)[63]
- 1910

### Gedenken

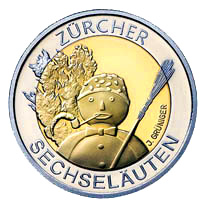
Gedenkmünze, Sonder-Fünfliber, 2001
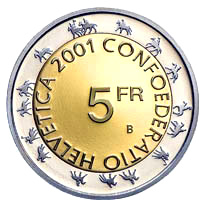
Sondermünze Rückseite

Im Jahr 2001 wurde zu Ehren des Zürcher Sechseläutens ein offizieller Schweizer Sonder-Fünfliber in einer Auflage von 170’000 Stück hergestellt.

### Sabotage
- 1921 wurde der Böögg frühzeitig von einem Knaben angezündet. Es heisst, dass Kommunisten ihn dazu angestiftet hatten.
- 2006 wurde der Böögg von der Fertigungsstätte in Stäfa entwendet. Der Böögghersteller wurde trotz fahrlässiger Lagerung von Sprengstoff nicht angezeigt. Ein Bekennerschreiben wurde von der Gruppe «1. Mai – Strasse frei» hinterlegt. Am Sechseläuten kam ein Ersatzböögg zum Einsatz, der eigentlich für den Kinderumzug vorgesehen war. Der originale Böögg tauchte an der Erst-Mai-Feier am Helvetiaplatz wieder auf, verschwand aber wieder. Einen Tag danach wurde er von der Zürcher Kantonspolizei in einem Bunker eines Schulhauses in der Zürcher Innenstadt gefunden und in der Stadtgärtnerei untergebracht. Dort wurde er am 21. Mai zum zweiten Mal entwendet.

### Unfälle und Zwischenfälle
- 1944, als der Böögg wegen der Anbauschlacht im Hafen Enge aufgestellt wurde,[64] kippte er in den Zürichsee.[65]
- In den Jahren 1950, 1960, 1993 und 1994 kippte der Böögg vom Holzstapel, ohne dass der Kopf vorher explodiert war. Man warf den Kopf des Bööggs ins offene Feuer, wo dann der Hauptkracher explodierte.
- 2016 fiel der Kopf vom stützenden Holzgerüst, explodierte jedoch in der Nähe des Holzstapels von selbst.
- Auch 2024 verlor der Böögg den Kopf, der zu Boden fiel und erst dort explodierte.[62]

## Ausstellung
- 1986: Sechseläuten, Museum Bärengasse, Zürich

## Varia
- Auch an der Winterthurer Fasnacht, der Fasnacht von Triengen und der von Sursee wird zum Abschluss der Festlichkeiten ein Böögg verbrannt. In Baden wird zu Beginn der Fasnacht der Füdlibürger verbrannt.[66] Ebenfalls wird am Abend des Schmutzigen Donnerstags an der Fasnacht in Brunnen SZ der Harligingg[67] und am Güdelzischtig in Schwyz als Schlusspunkt der Fasnacht der Blätz verbrannt.
- Seit 2004 existiert auch im zürcherischen Bassersdorf ein Sechseläuten.[68] Der Partneranlass im kleineren Bassersdorf wurde die ersten drei Male ohne offizielle Erlaubnis durchgeführt.
- 1991 wurde der Böögg im Rahmen des Volksfestes anlässlich des 700-Jahr-Jubiläums der Eidgenossenschaft in Brunnen SZ erstmals ausserhalb der Stadt Zürich angezündet